# 2012년 미스코리아

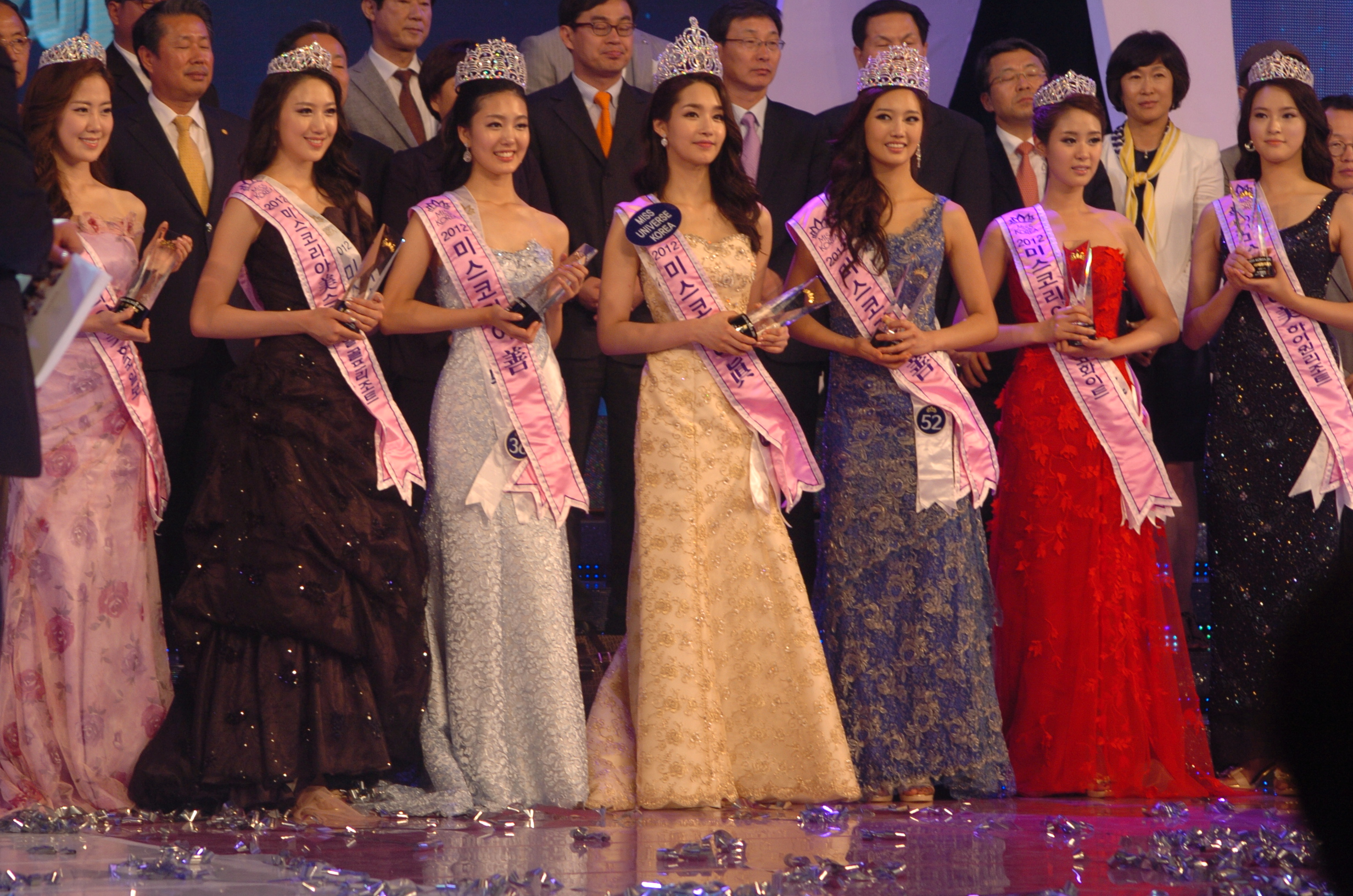
2012년 미스코리아 당선자들.

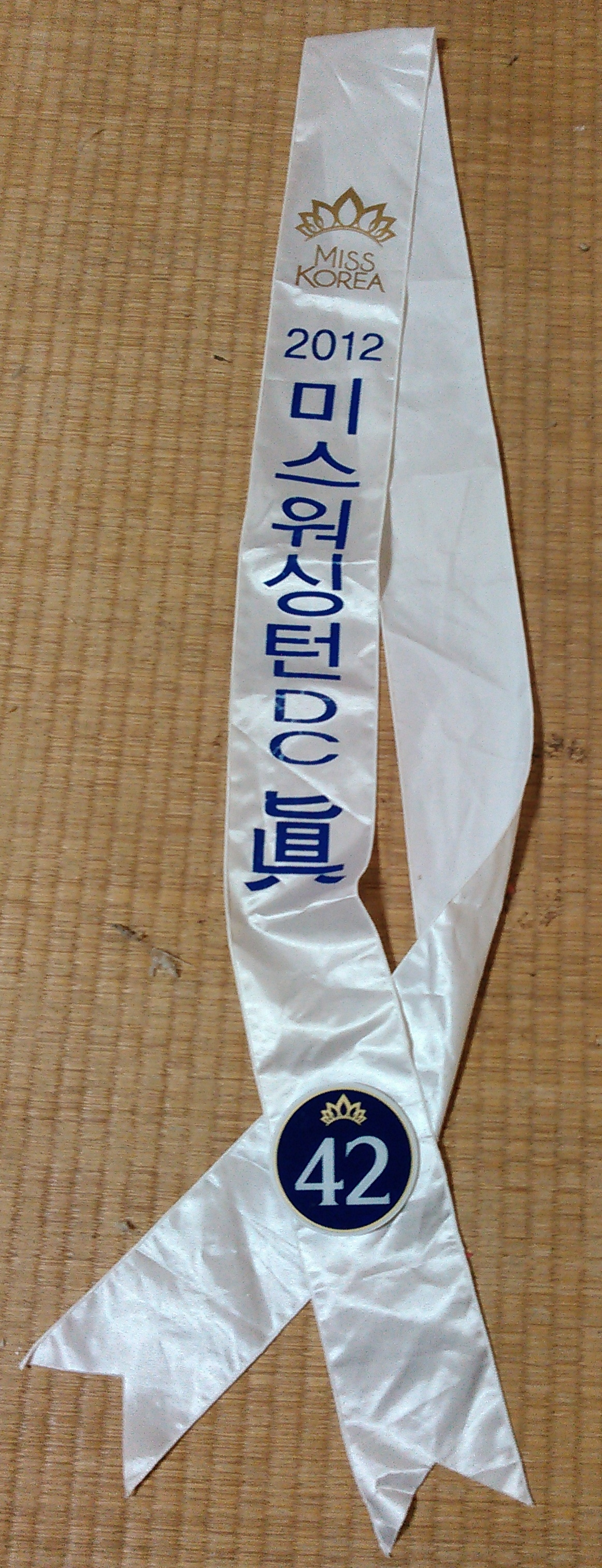
2012 미스 코리아 워싱턴 DC 眞 (그랑프리) 수상자 창틀

2012년 미스코리아는 2012년 7월 6일에 서울특별시 동대문구 경희대학교 평화의 전당에서 열린 쉰여섯번째 미스코리아 선발대회이다. 서울경제TV, tvN, 판도라TV, 다음 tv팟, 유스트림으로 중계했으며, 김성주, 박진희가 진행을 맡았다.

## 입상자
| 대회      |        | 진 (眞)         | 선 (善)                           | 미 (美) |
| --------- | ------ | --------------- | --------------------------------- | ------- |
| 본선      | 김유미 | 이정빈 · 김사라 | 김영주 · 김나연 · 김태현 · 김유진 |         |
| 강원      | 서아름 | 주유경          | 장윤지                            |         |
| 경기      | 김수현 | 이정민          | 정윤서                            |         |
| 경남      | 박서빈 | 백범휘          | 김은영                            |         |
| 경북      | 윤지영 | 김태현          | 이민희                            |         |
| 광주-전남 | 이정빈 | 김신아          | 이초해                            |         |
| 대구      | 김나연 | 정영희          | 조선영                            |         |
| 대전-충남 | 한승희 | 김혜빈          | 조예원                            |         |
| 부산      | 김채령 | 노가연          | 김유리                            |         |
| 서울      | 김유미 | 박지영 · 김사라 | 정유리 · 윤솔아 · 김유진          |         |
| 울산      | 전유진 | 박나은          | 송다임                            |         |
| 인천      | 김영주 | 이애진          | 정예지                            |         |
| 전북      | 이눈솔 | 김성실          | 조수연                            |         |
| 제주      | 한희원 | 양윤진          | 문소정                            |         |
| 충북      | 이주원 | 임지혜          | 박시내                            |         |
| 워싱턴    | 구민정 |                 |                                   |         |
| 뉴욕      | 정수미 | 김미래          | 한미령                            |         |
| LA        | 서은진 | 왕인            | 권유주                            |         |
| 시애틀    | 주수산 |                 |                                   |         |
| 대양주    | 조혜인 |                 |                                   |         |
| 일본      | 노윤주 |                 |                                   |         |

## 수상 결과
- 진(眞) : 12번 서울 진 김유미
- 선(善) : 36번 광주전남 진 이정빈, 52번 서울 선 김사라
- 미(美) : 53번 인천 진 김영주(하이원리조트), 47번 대구 진 김나연(미코화이트), 50번 경북 선 김태현(스프링데일 골프리조트), 29번 서울 미 김유진(한국일보)
- 우정상 : 4번 부산 미 김유리
- 매너상 : 13번 서울 미 윤솔아
- 포토제닉상 : 12번 서울 진 김유미
- 탤런트상 : 8번 경북 미 이민희
- 인기상 : 28번 인천 미 정예지
- 해외동포상 : 41번 뉴욕 진 정수미
- 공로상 : 박영석

## 참가자 사진

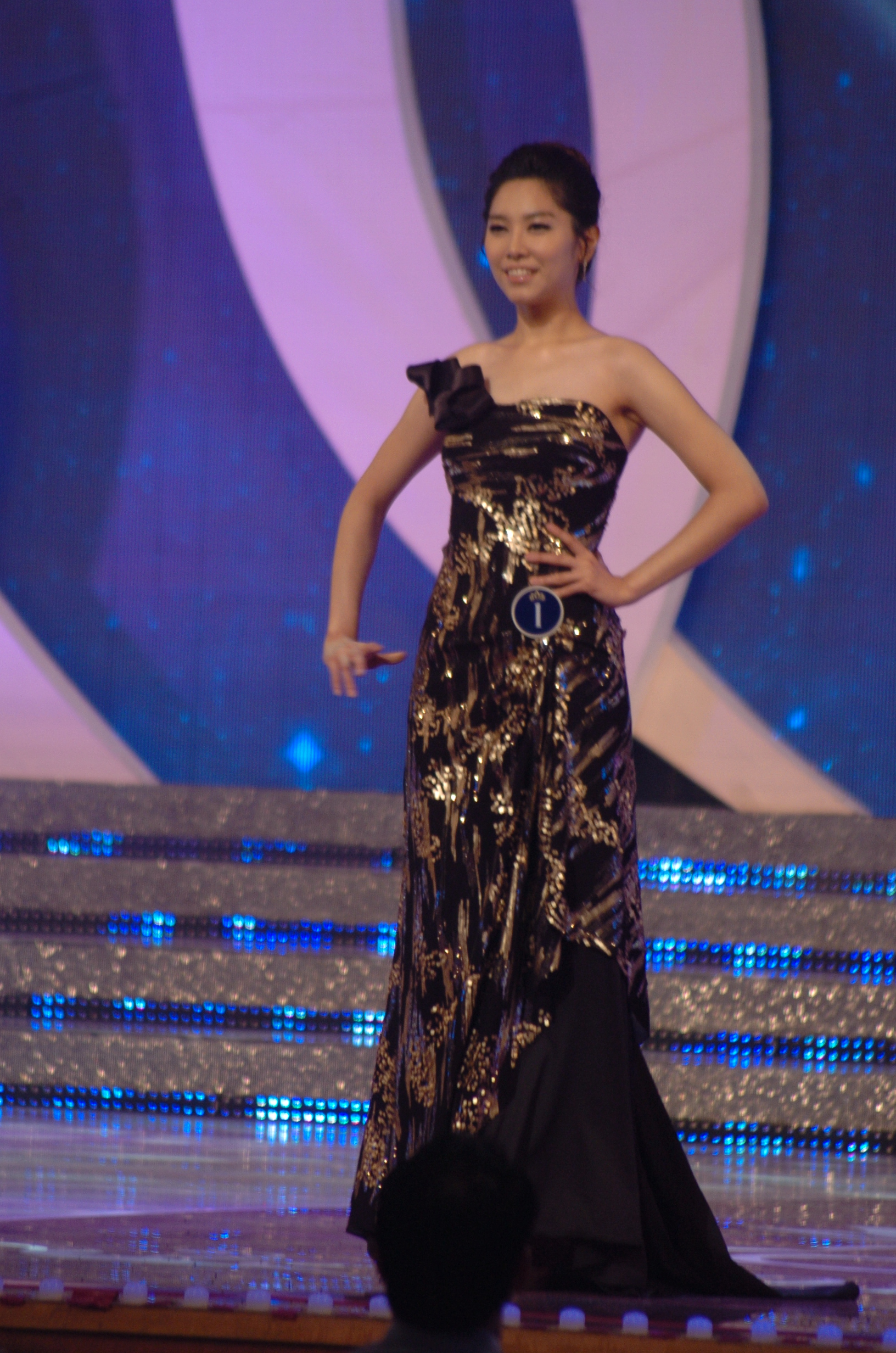
2012년 미스코리아 후보 조예원, 미스 대전-충남 미
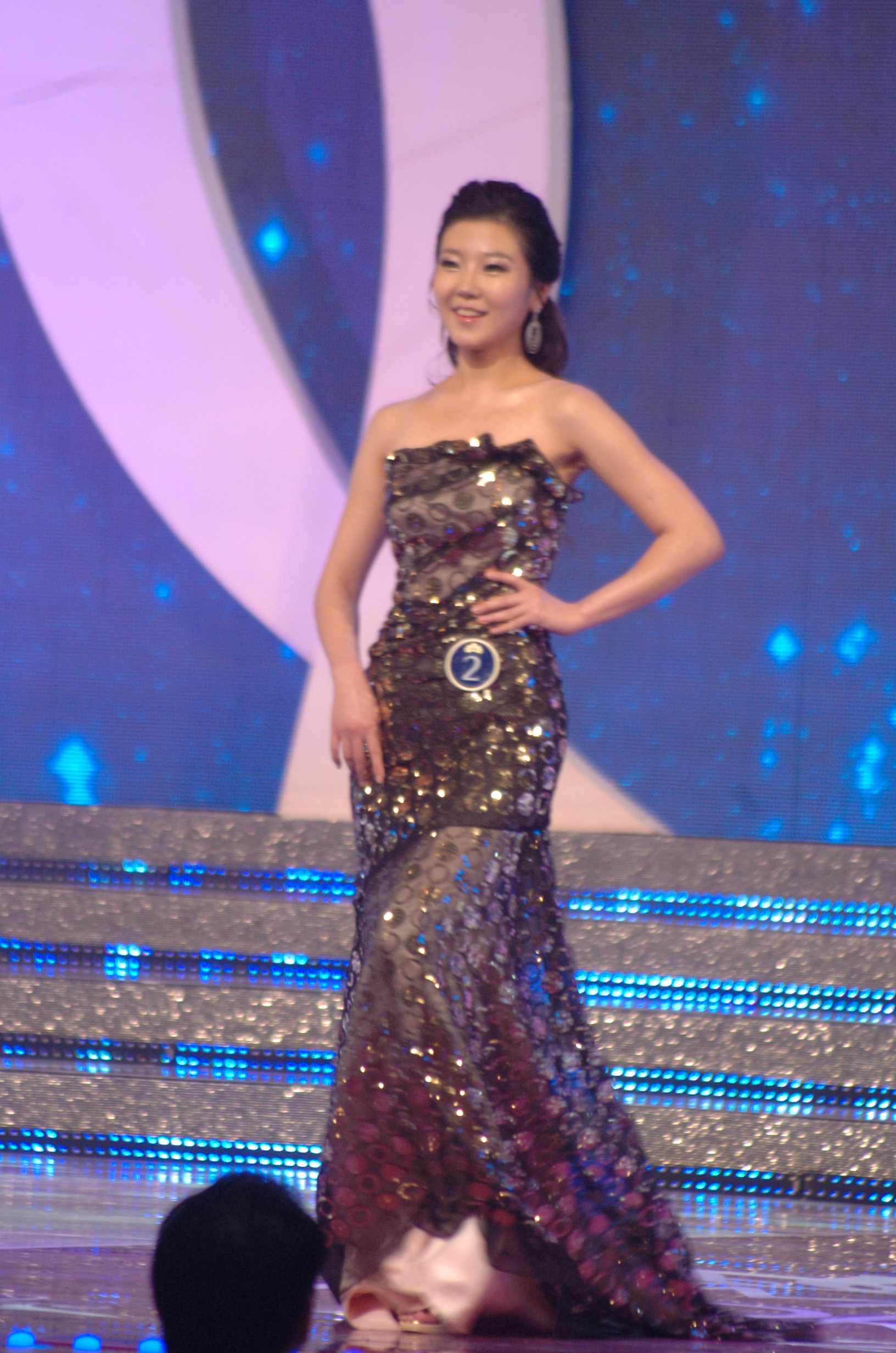
2012년 미스코리아 후보 정윤서, 미스 경기 미
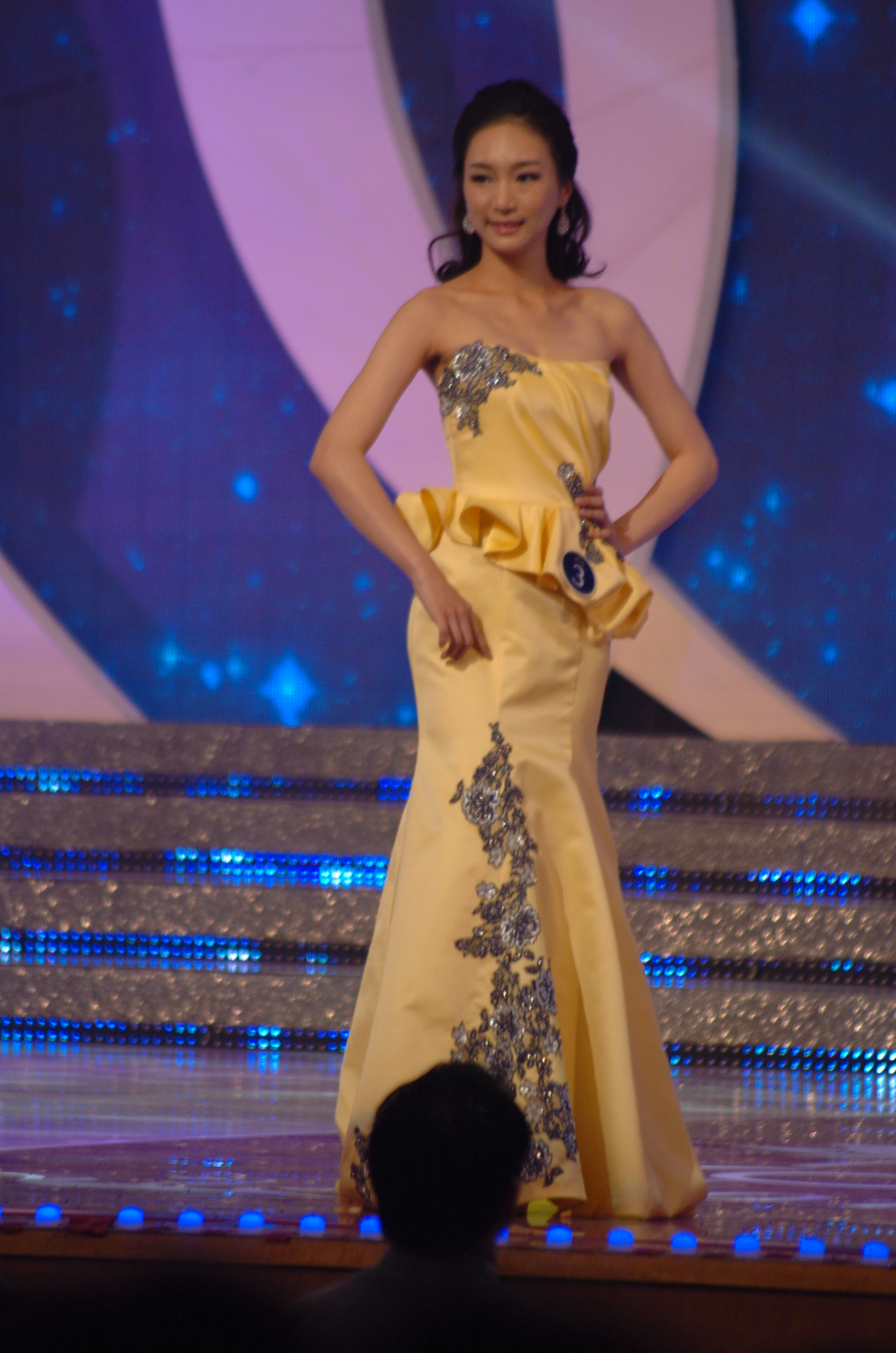
2012년 미스코리아 후보 송다임, 미스 울산 미
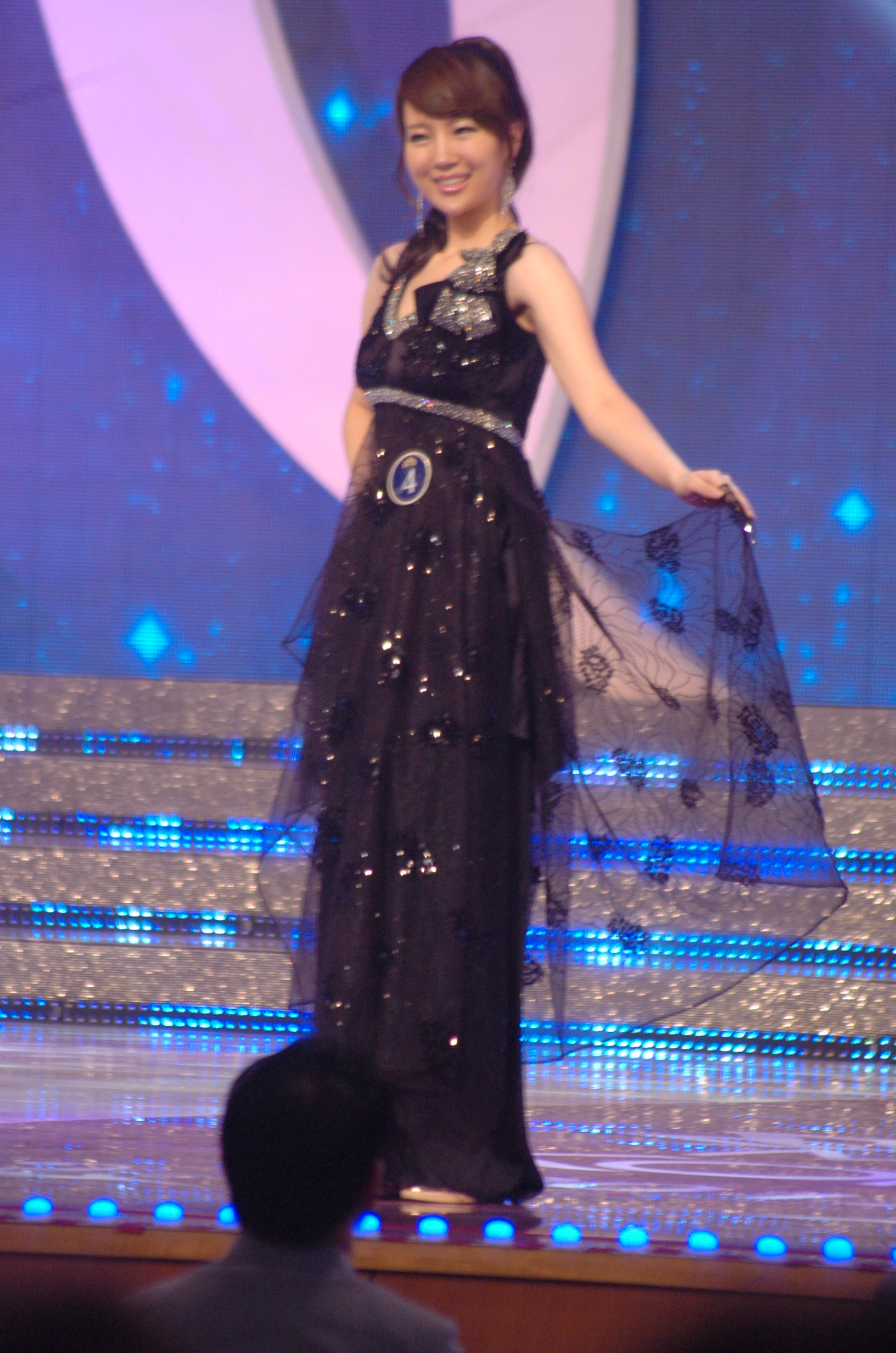
2012년 미스코리아 후보 김유리, 미스 부산 미
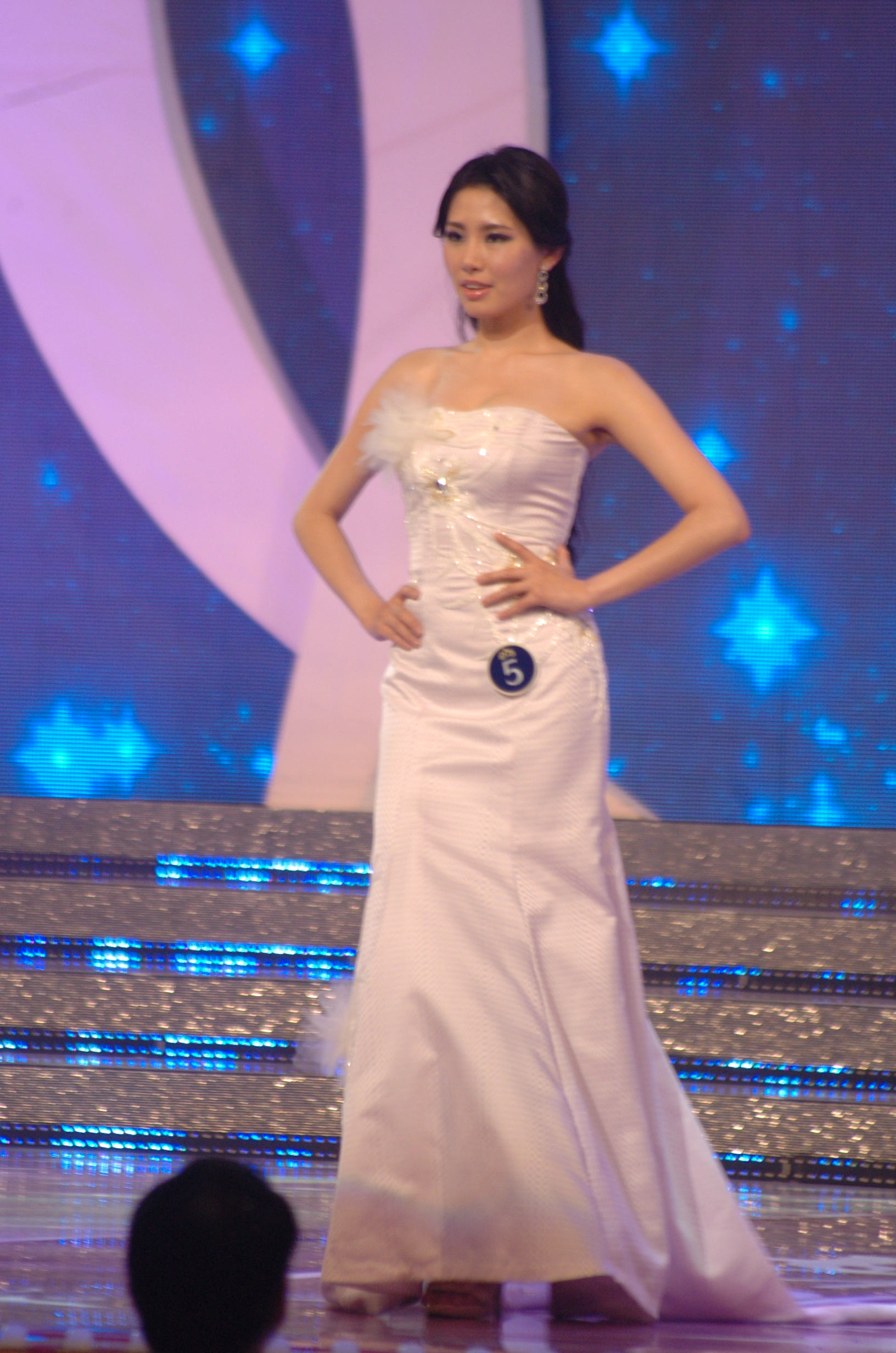
2012년 미스코리아 후보 한미령, 미스 뉴욕 미
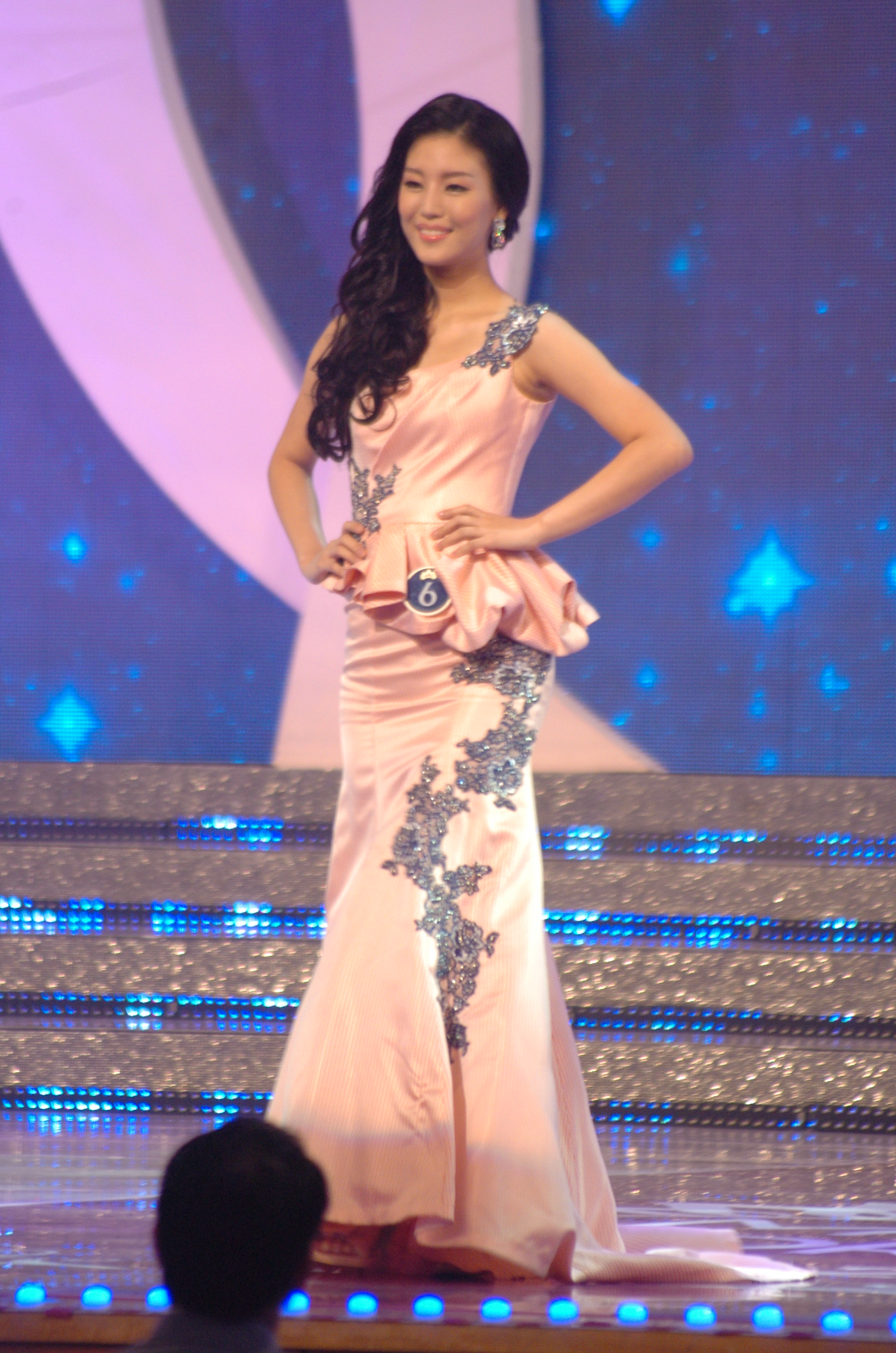
2012년 미스코리아 후보 조수연, 미스 전북 미
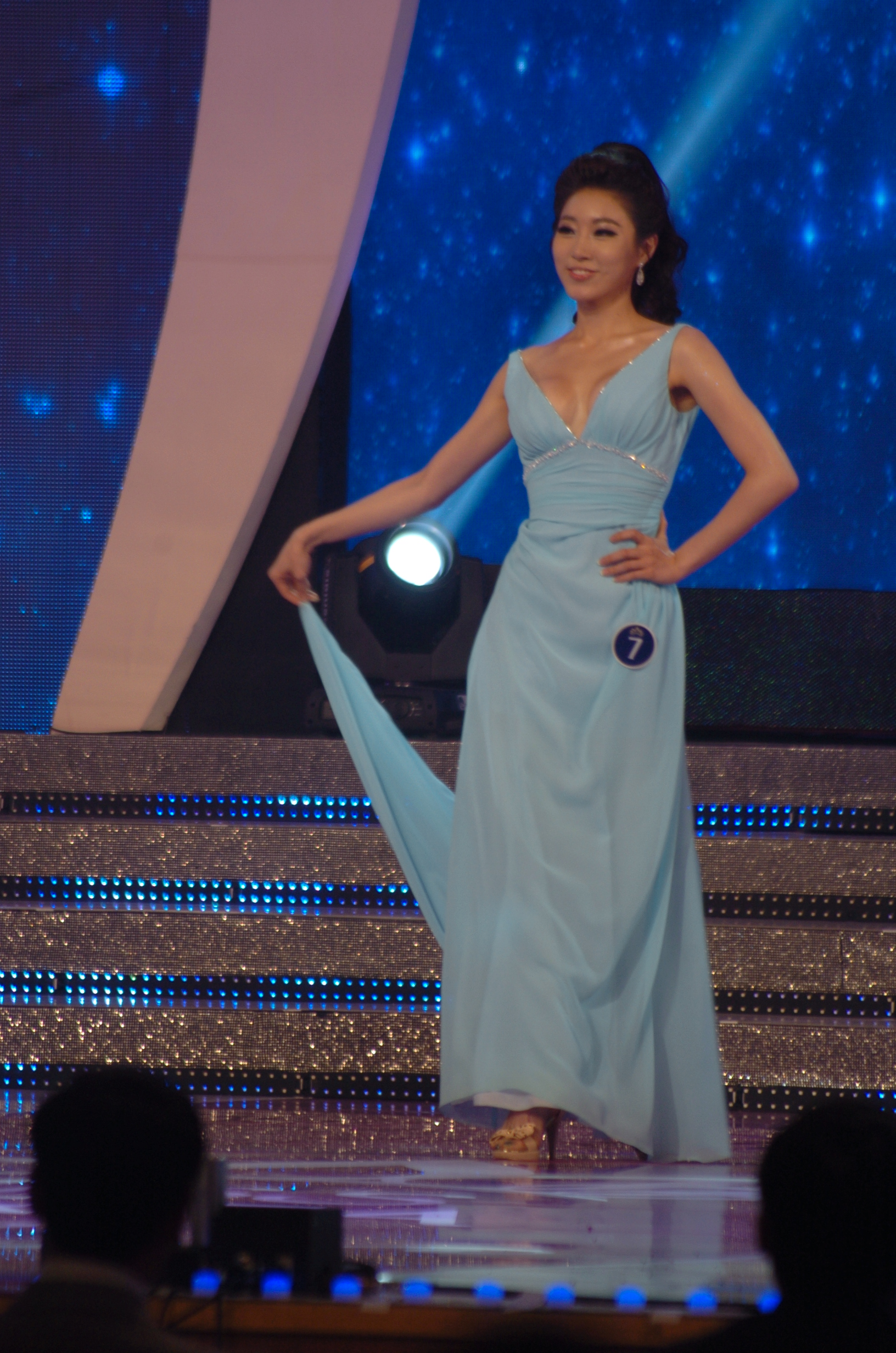
2012년 미스코리아 후보 한연수(한승희), 미스 대전-충남 진
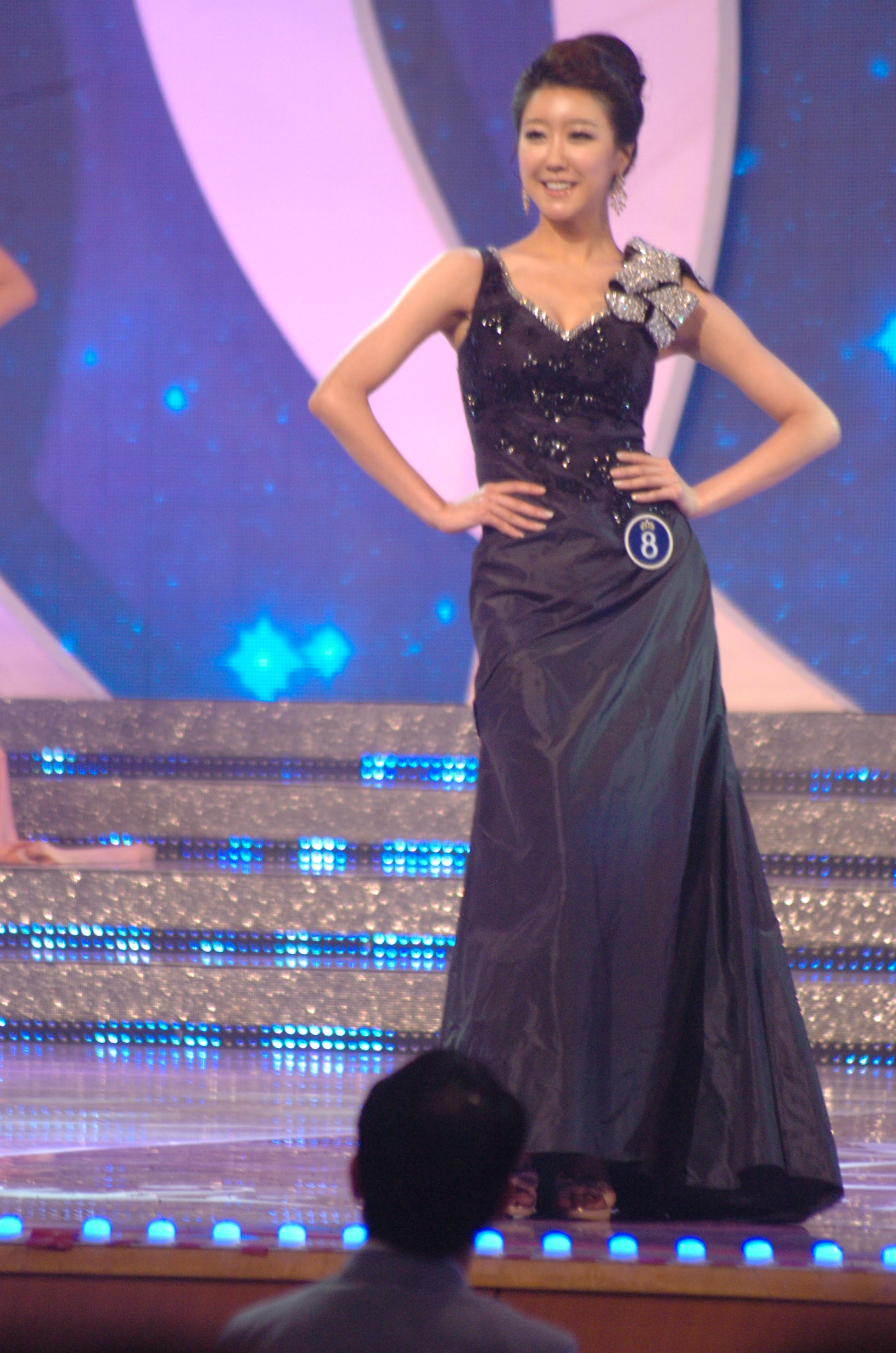
2012년 미스코리아 후보 이민희, 미스 경북 미
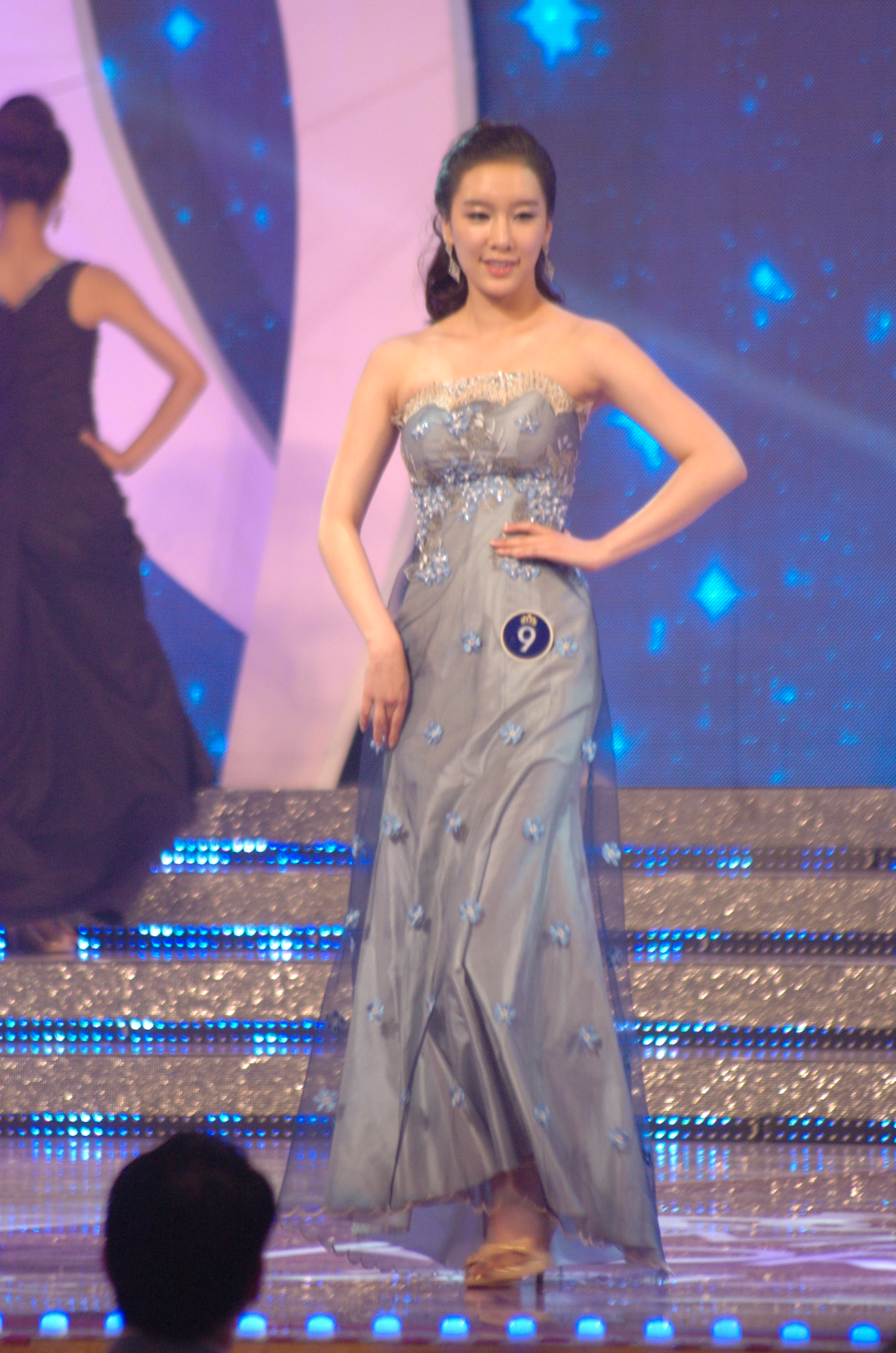
2012년 미스코리아 후보 박서빈, 미스 경남 진
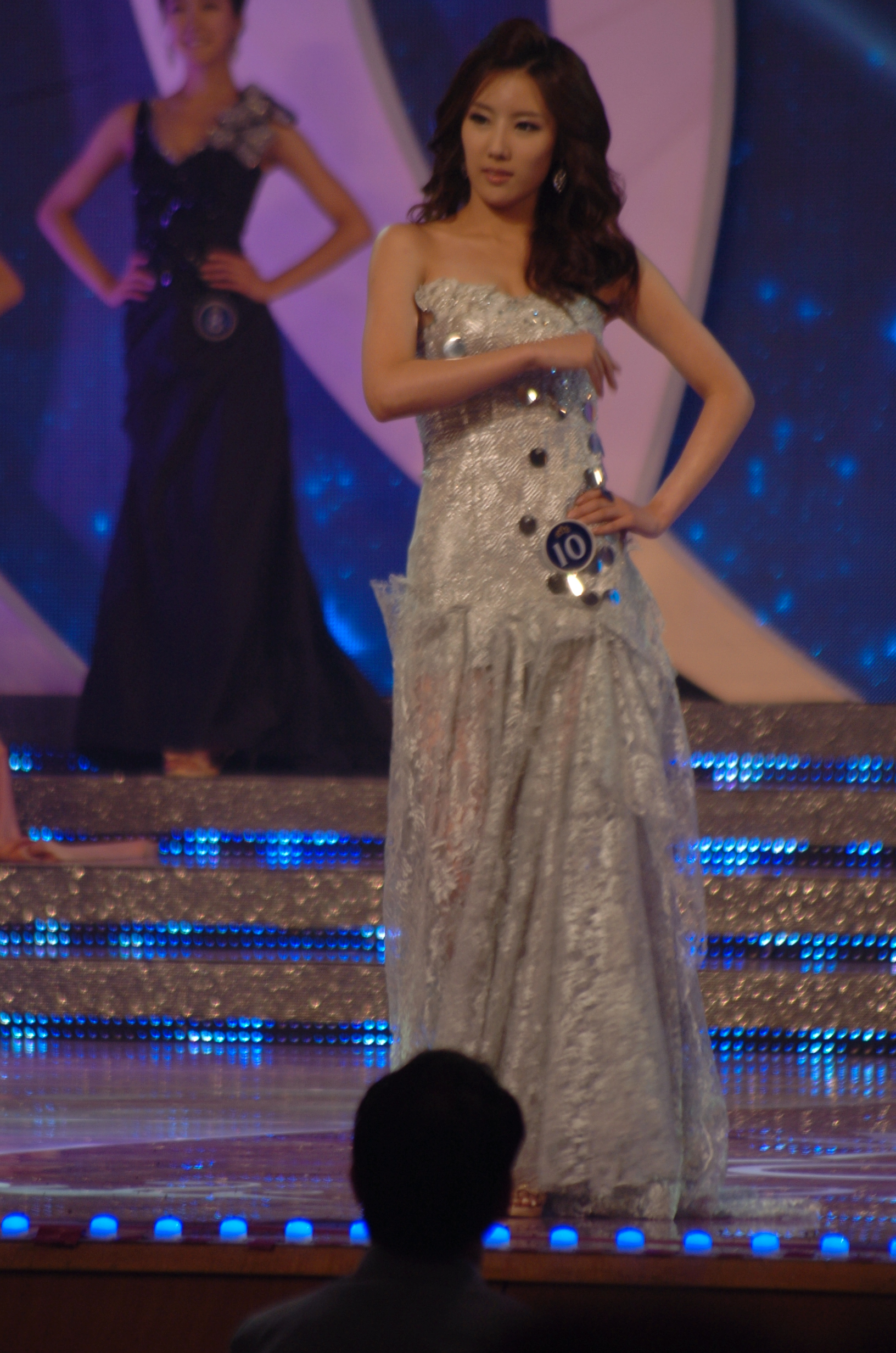
2012년 미스코리아 후보 김채령, 미스 부산 진
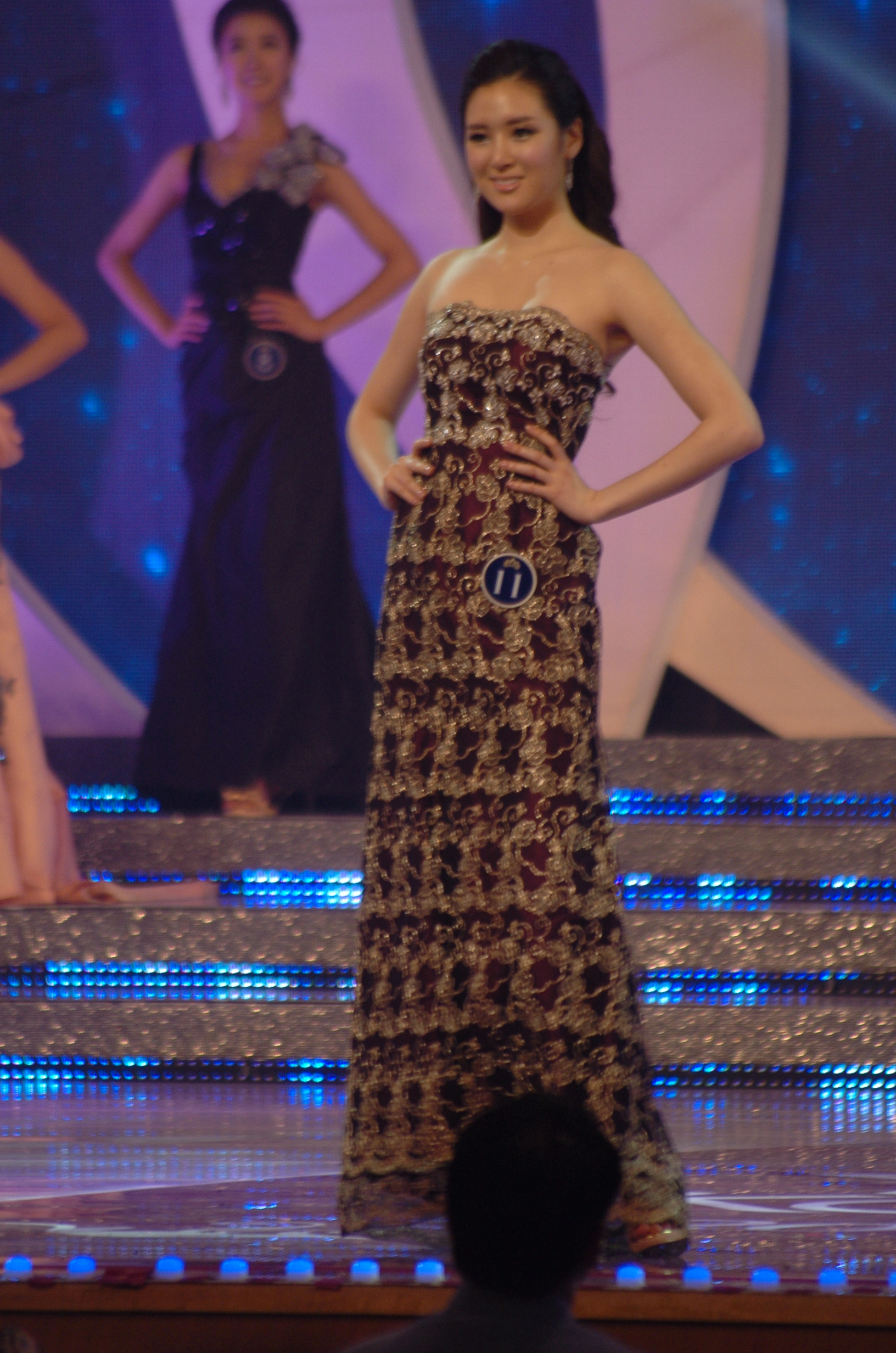
2012년 미스코리아 후보 정유리, 미스 서울 미
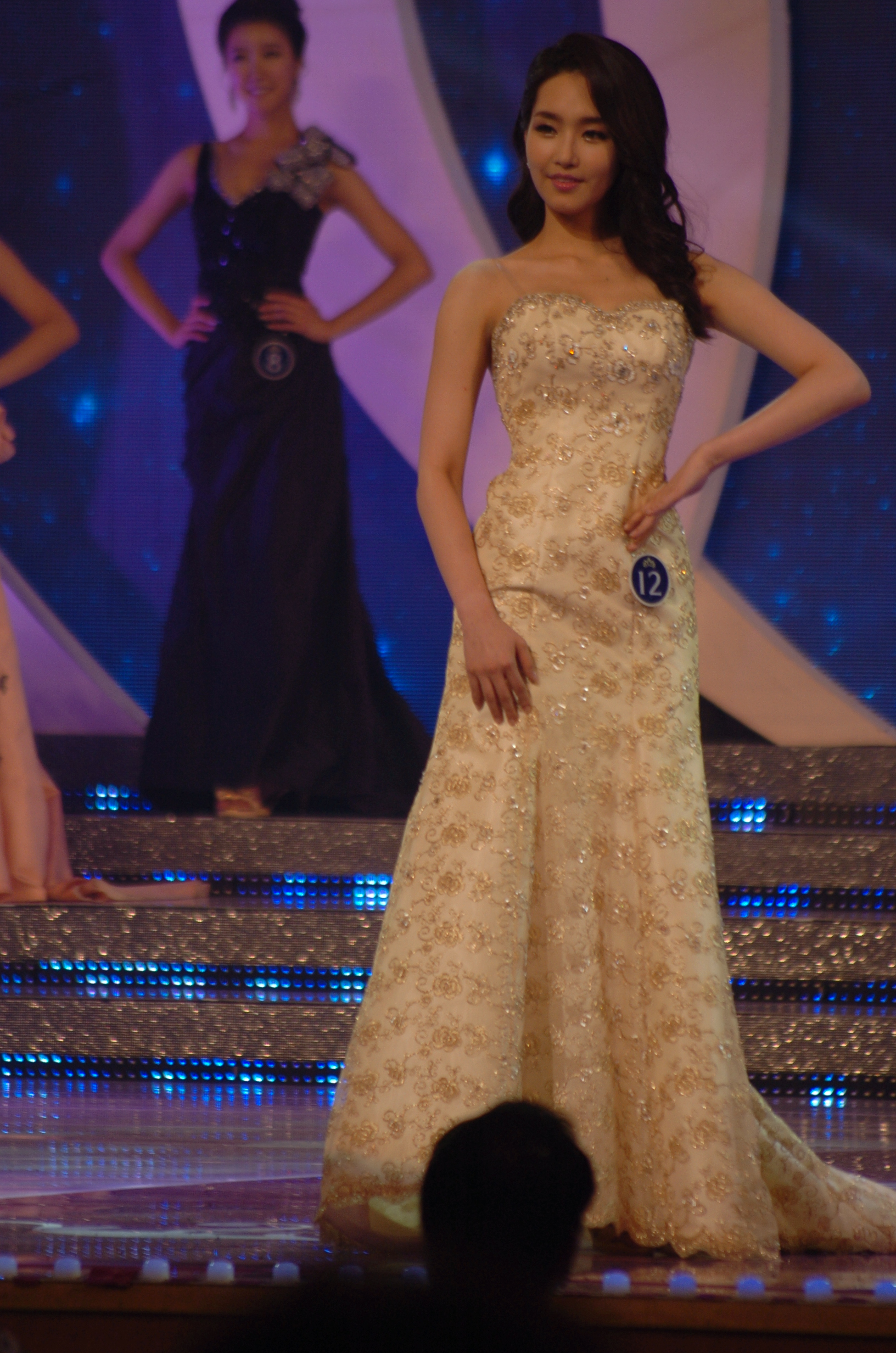
2012년 미스코리아 진 김유미, 미스 서울 진
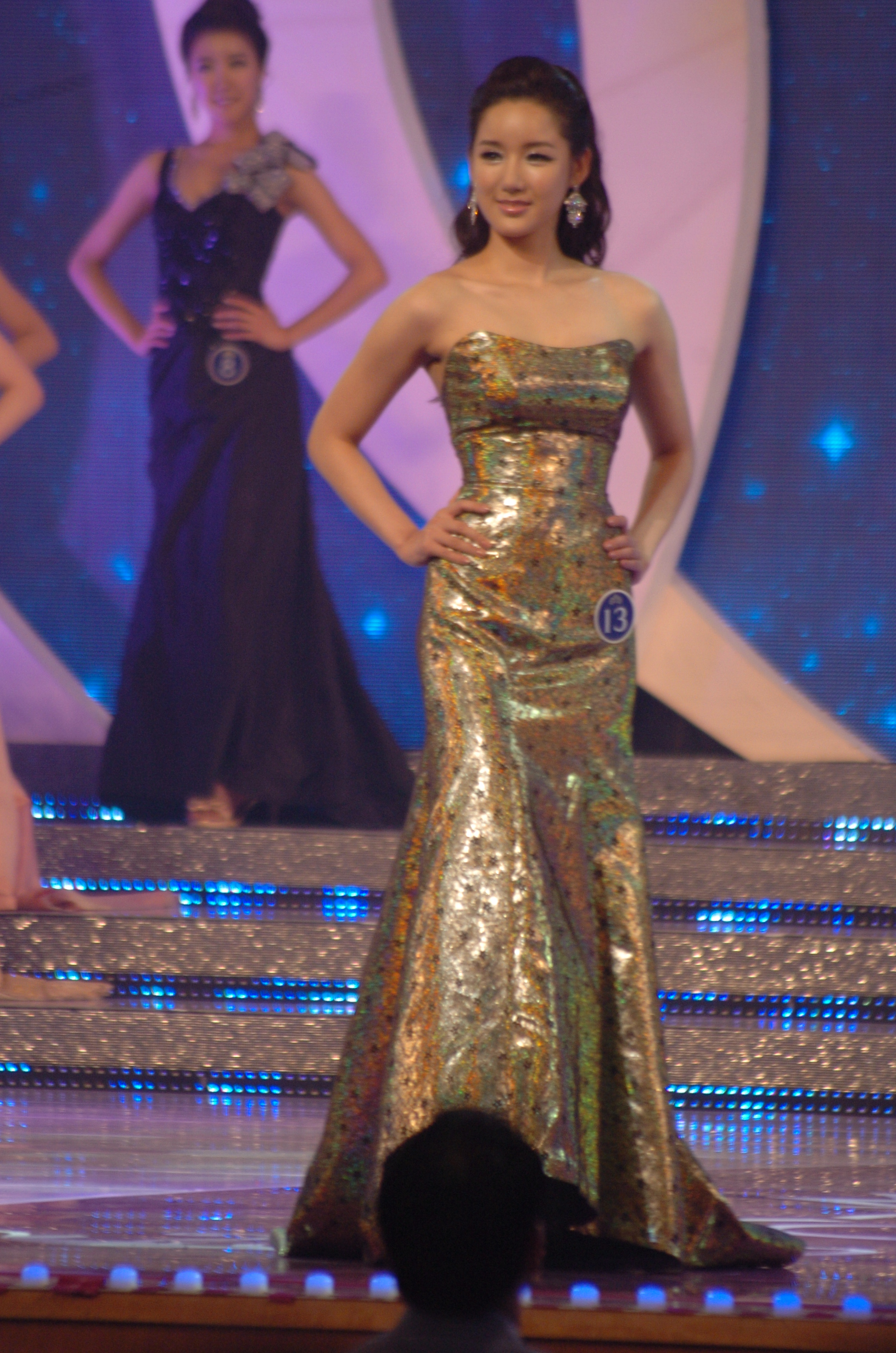
2012년 미스코리아 후보 윤솔아, 미스 서울 미
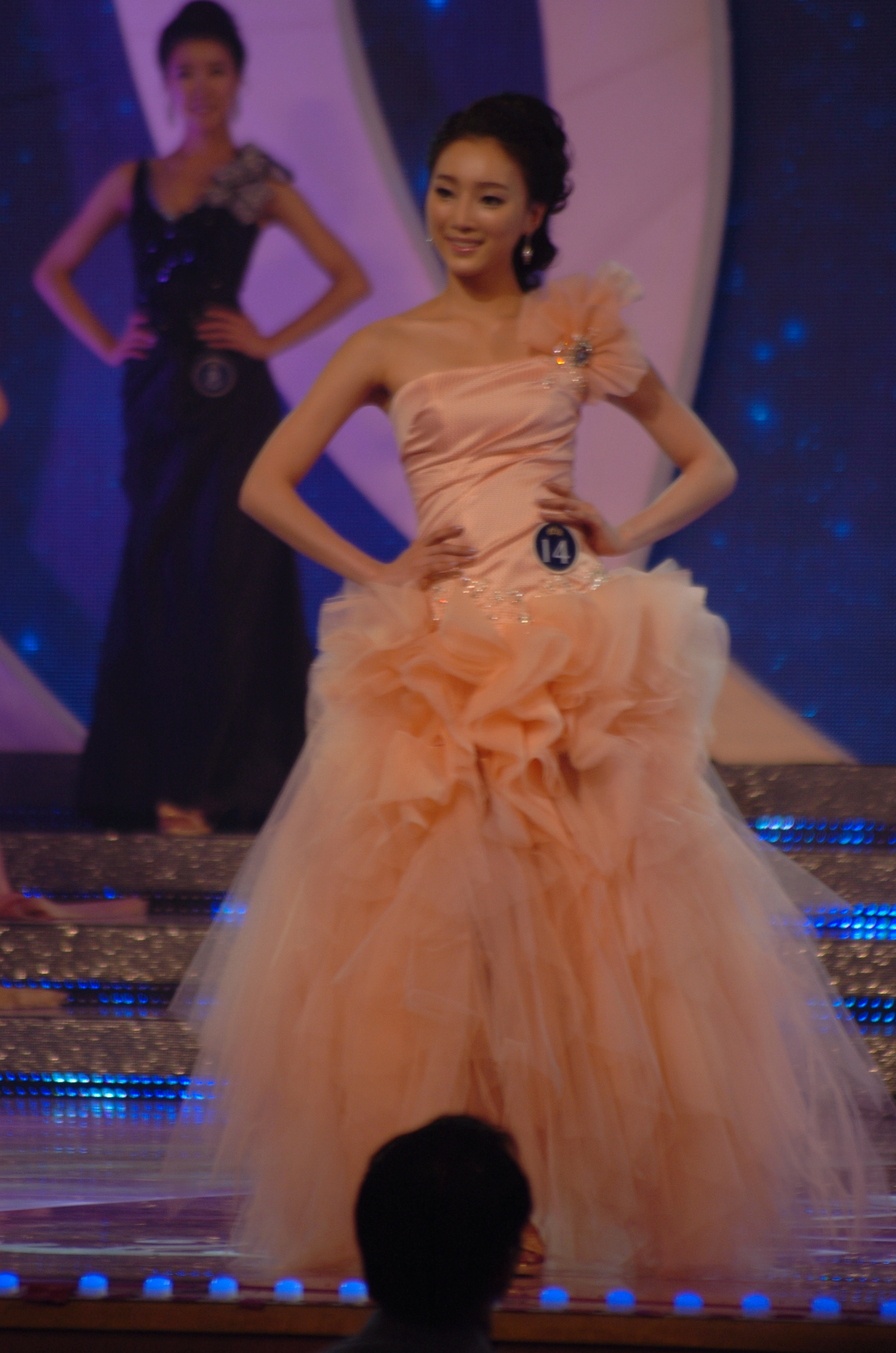
2012년 미스코리아 후보 김신아, 미스 광주-전남 선
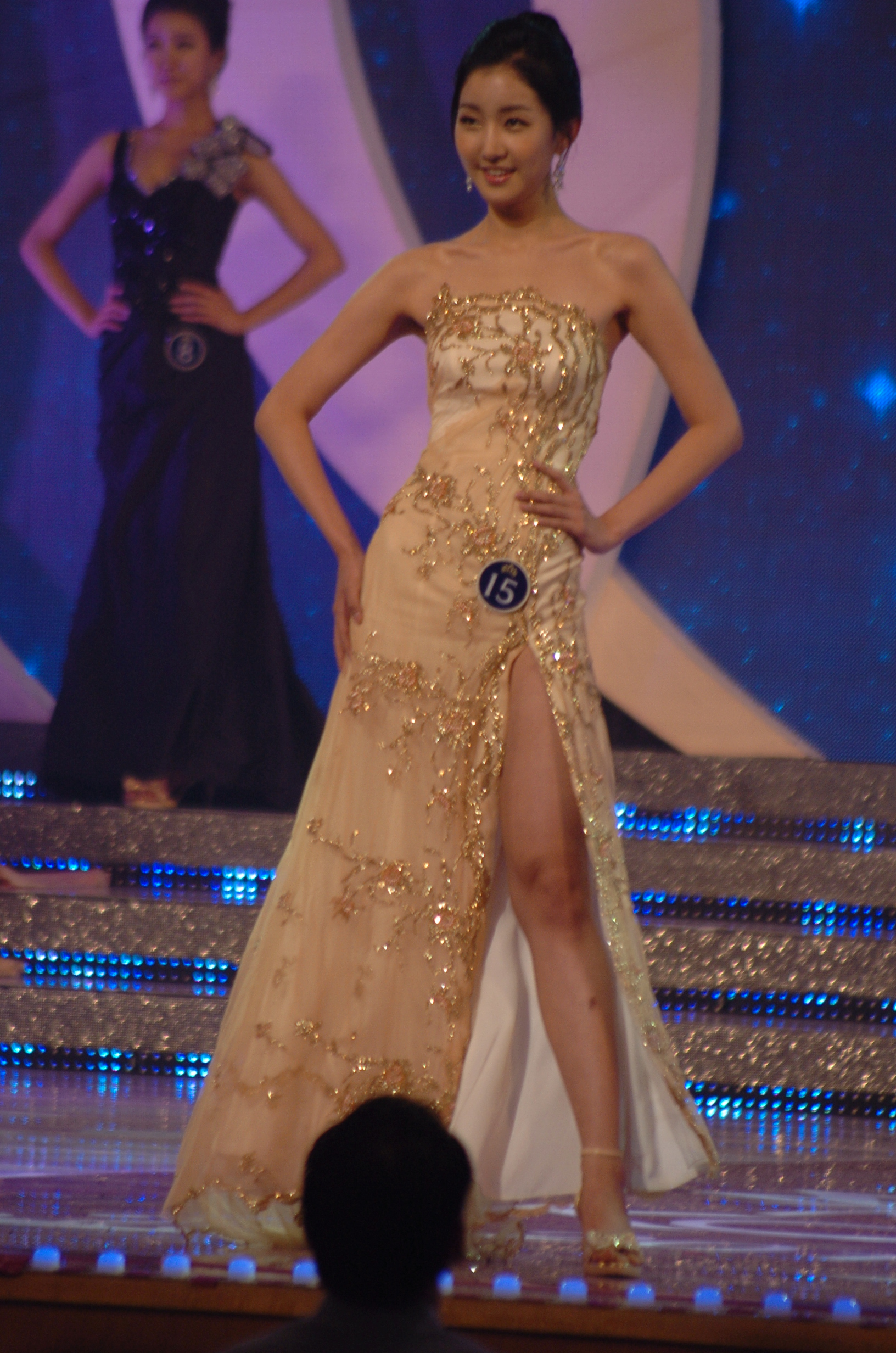
2012년 미스코리아 후보 이눈솔, 미스 전북 진
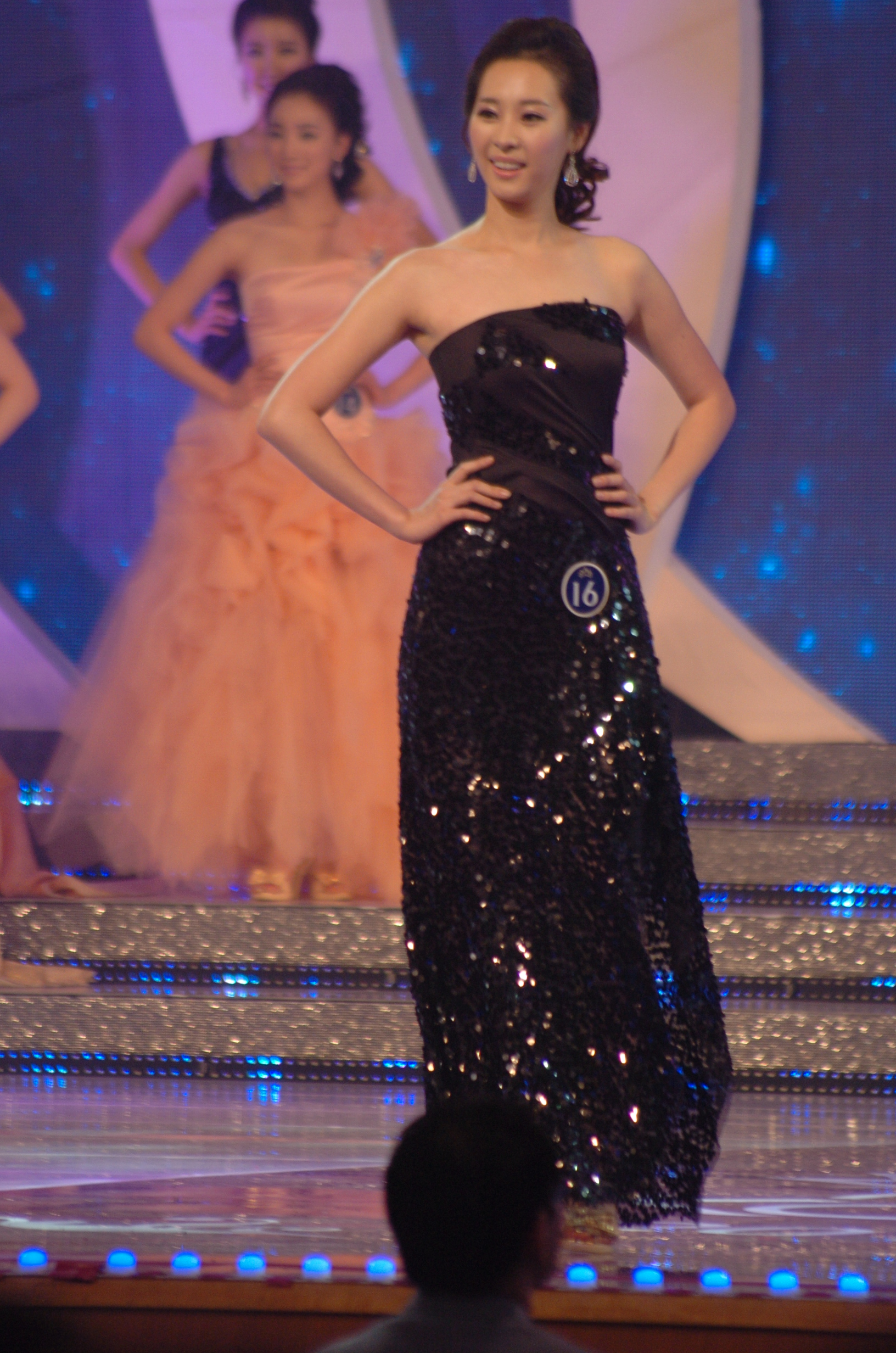
2012년 미스코리아 후보 정영희, 미스 대구 선
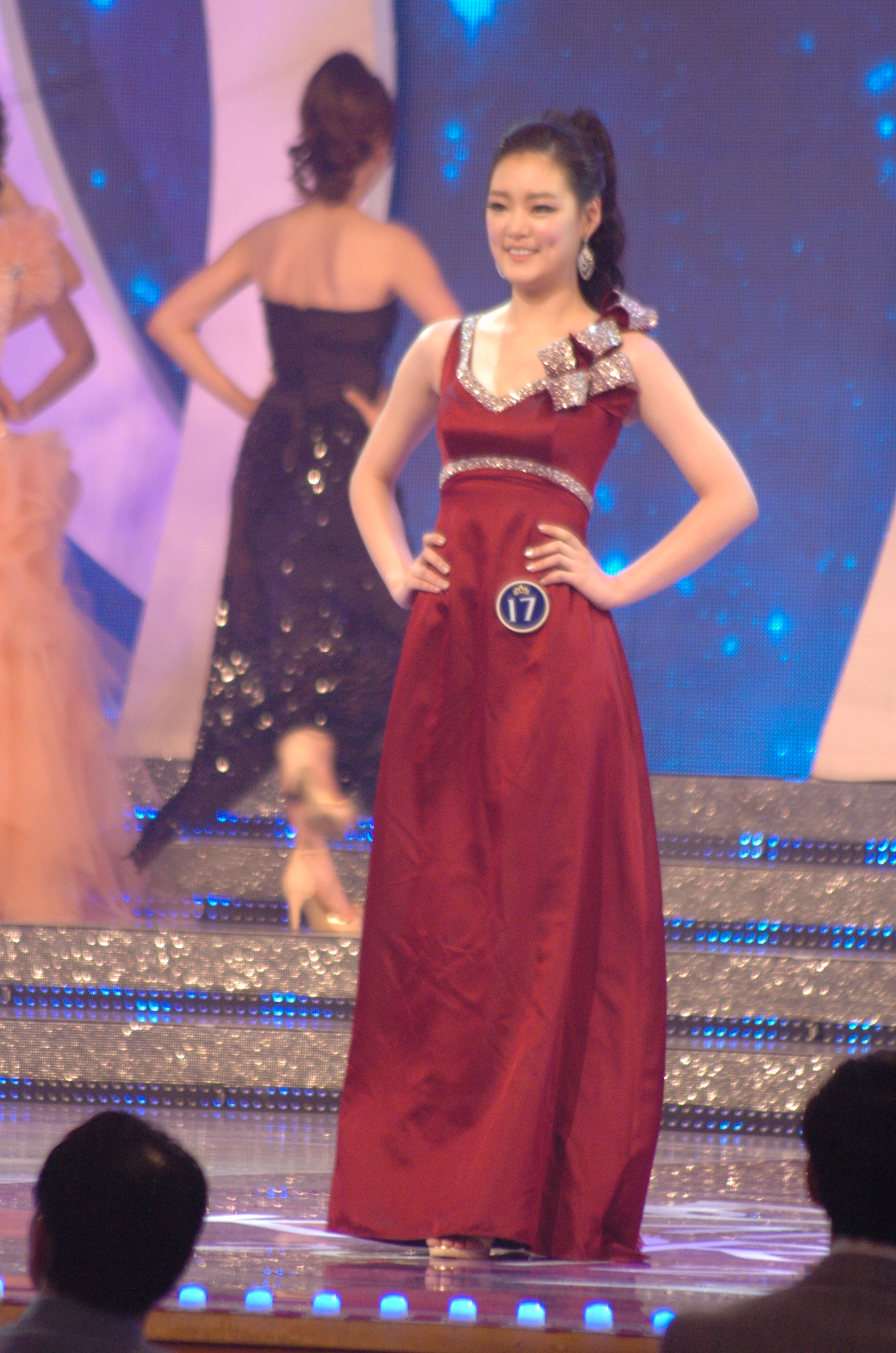
2012년 미스코리아 후보 문소정, 미스 제주 미
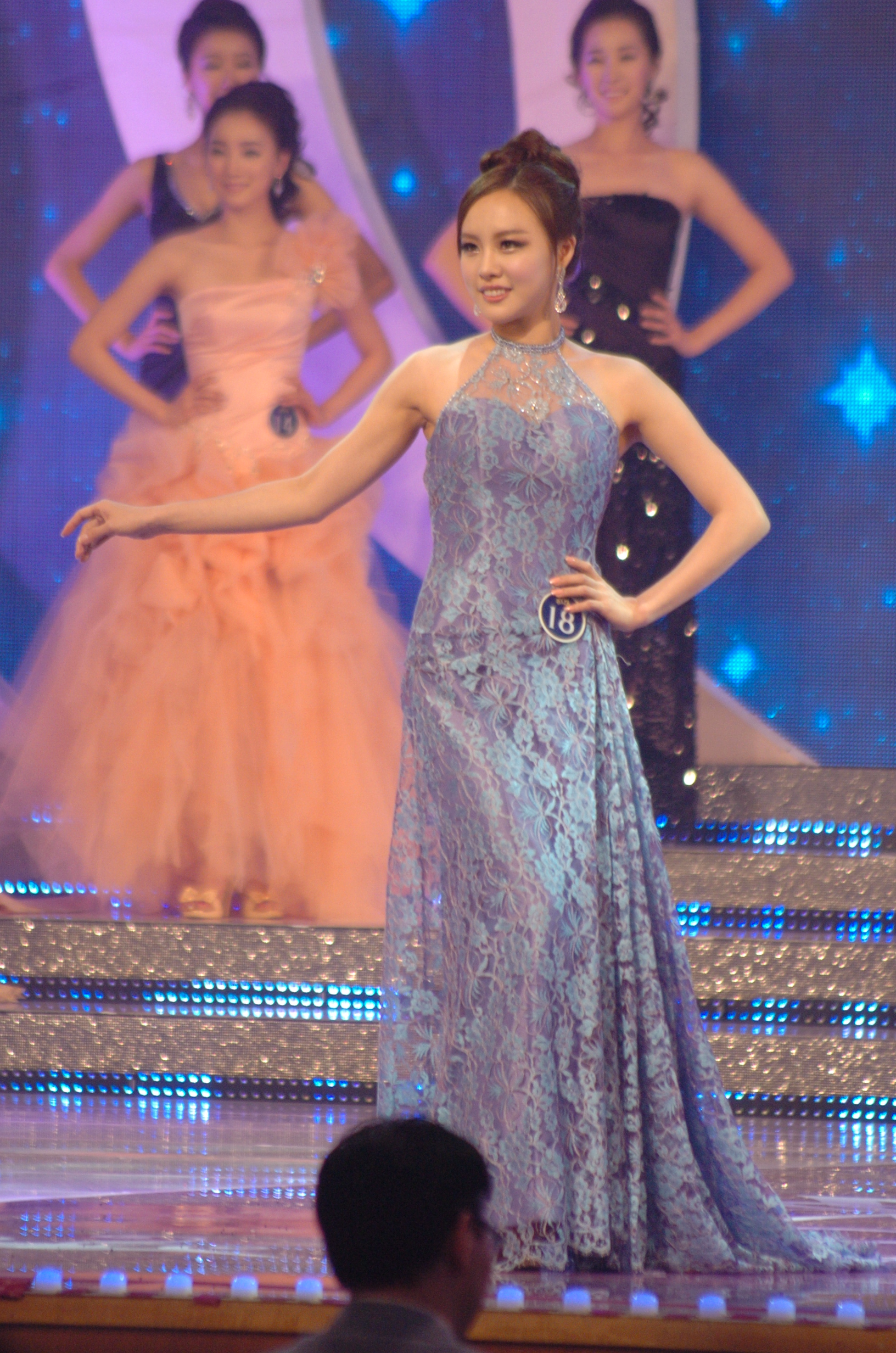
2012년 미스코리아 후보 김미래, 미스 뉴욕 선
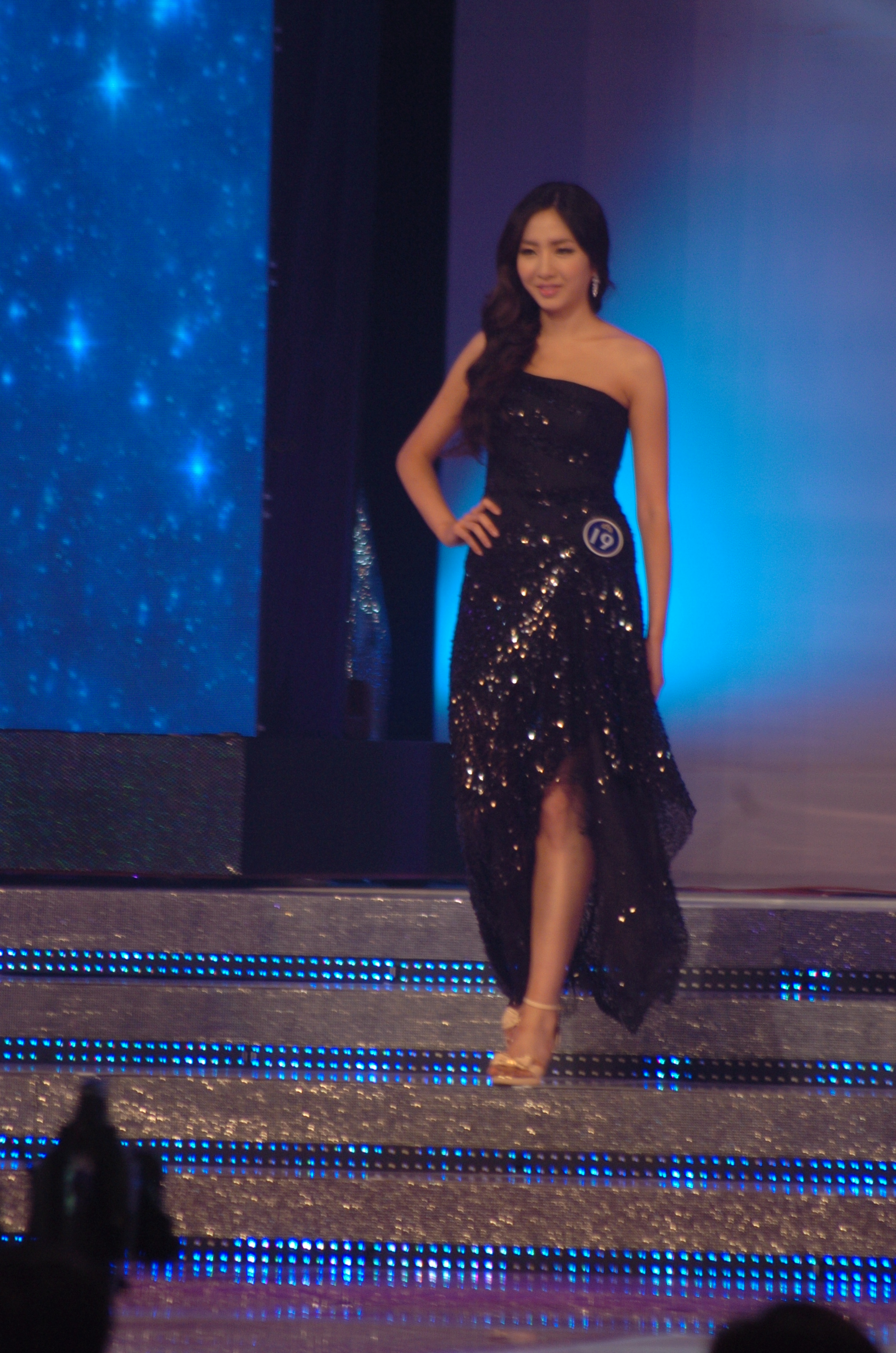
2012년 미스코리아 후보 서은진, 미스 LA 진
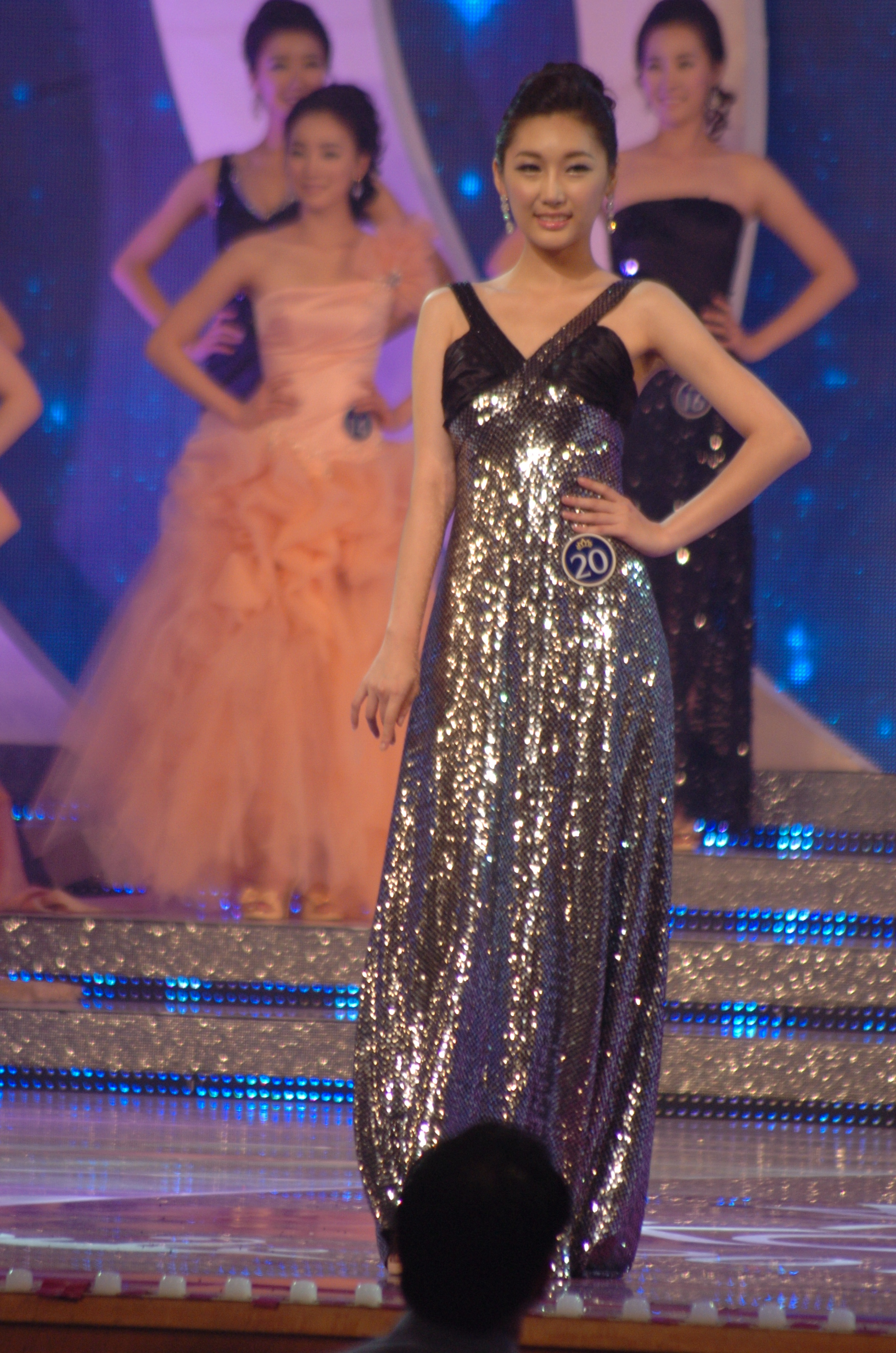
2012년 미스코리아 후보 이애진, 미스 인천 선
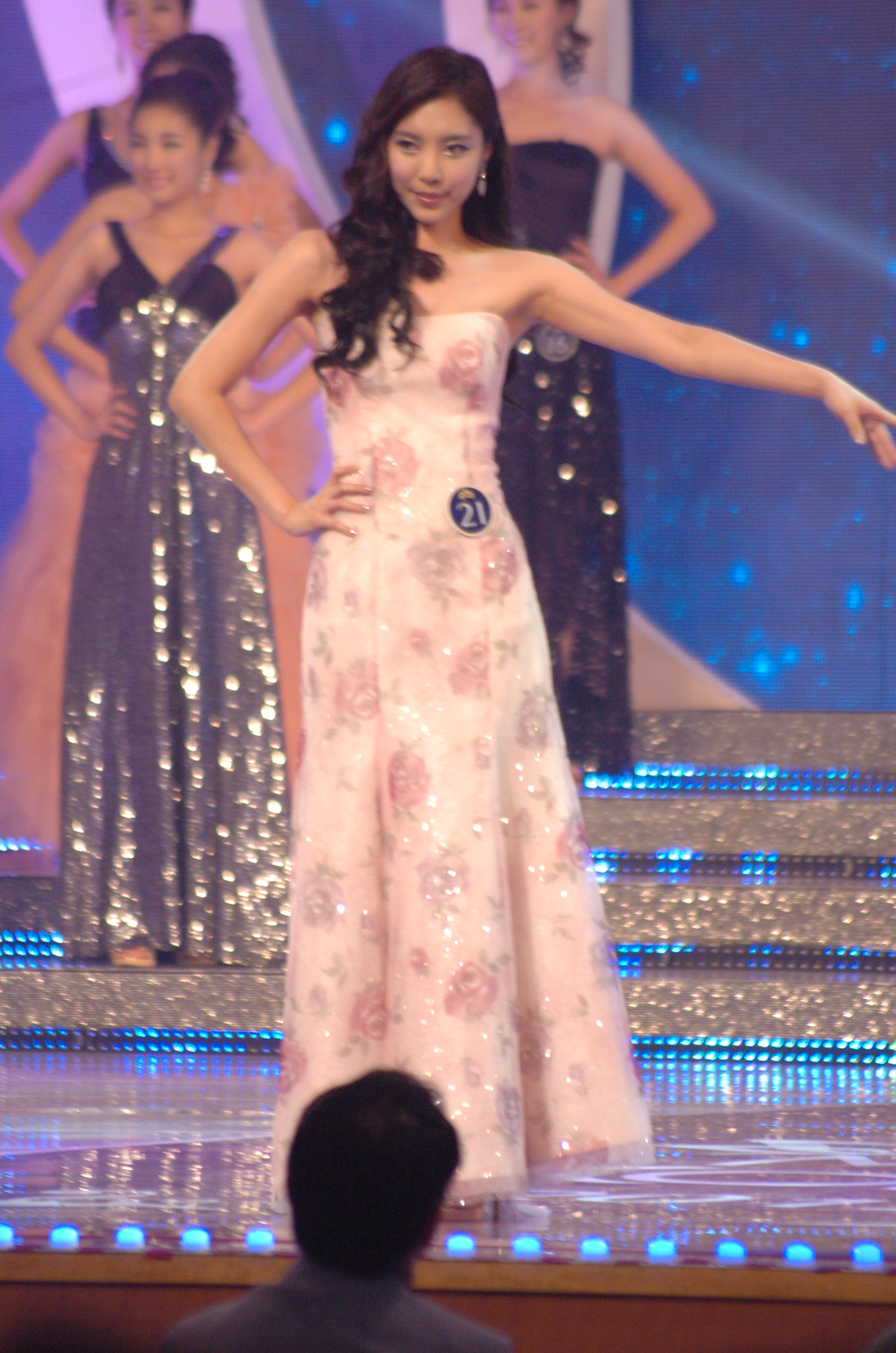
2012년 미스코리아 후보 박시내, 미스 충북 미
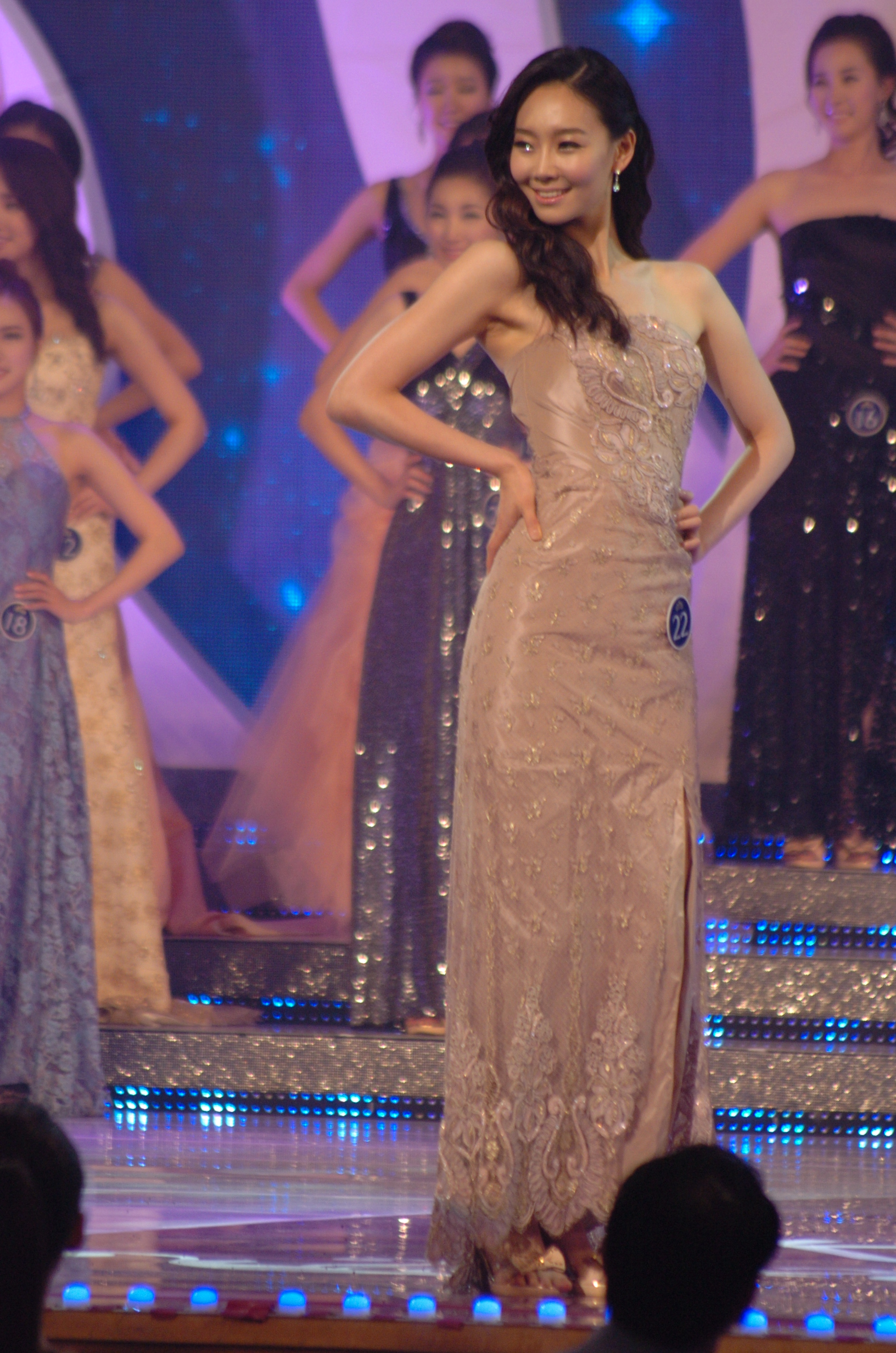
2012년 미스코리아 후보 김성실, 미스 전북 선
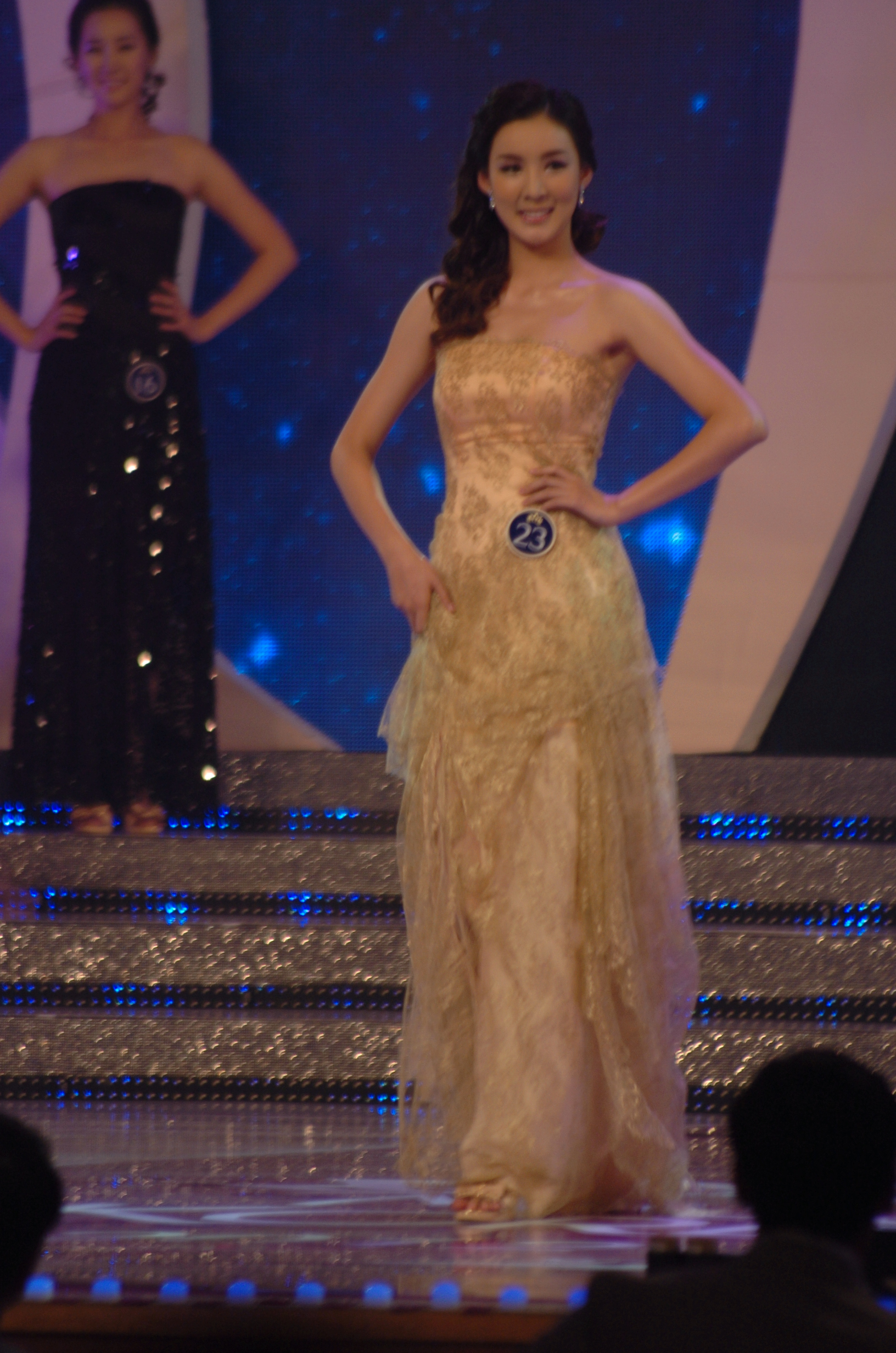
2012년 미스코리아 후보 이주원, 미스 충북 진
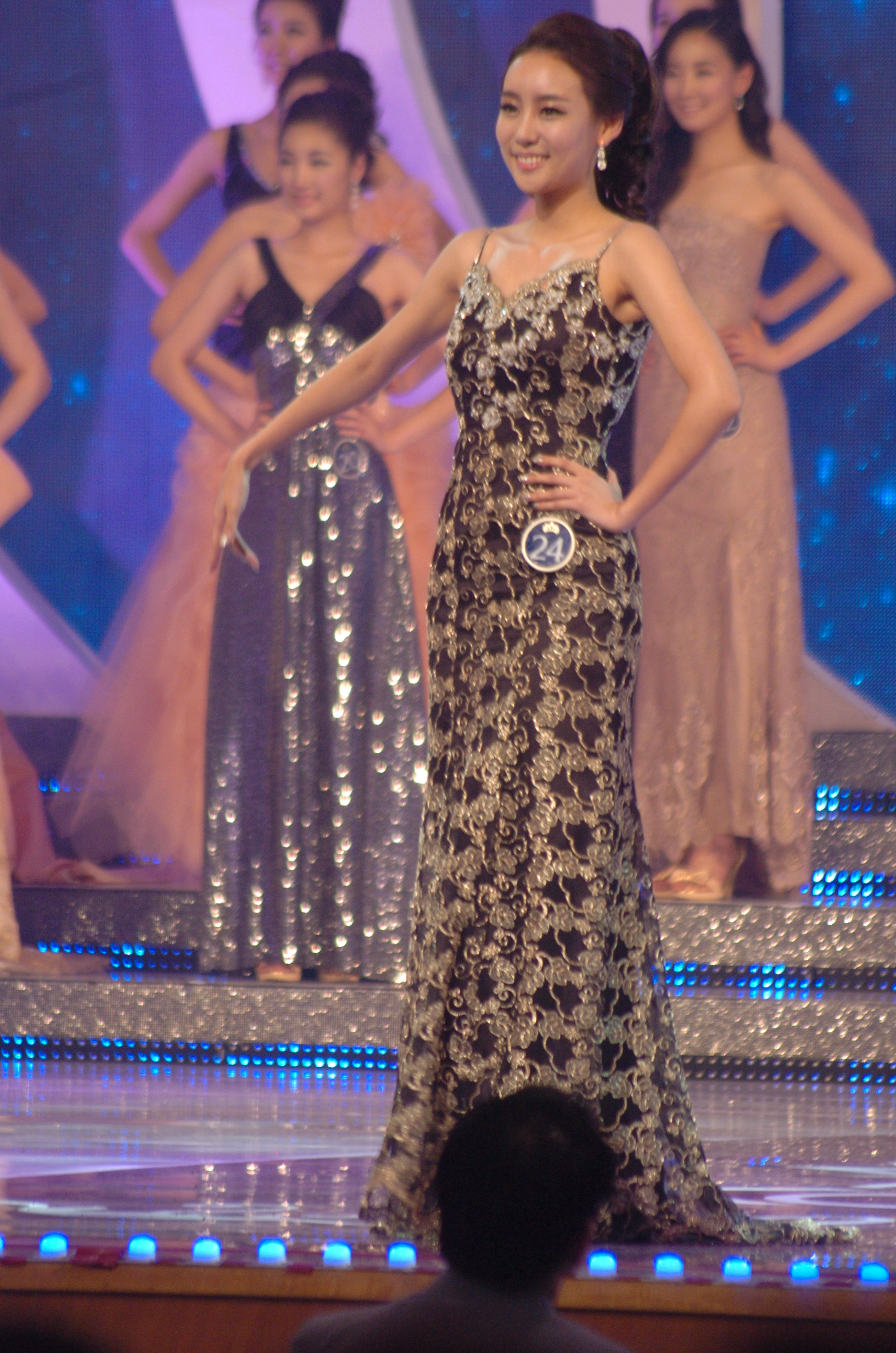
2012년 미스코리아 후보 박지영, 미스 서울 선
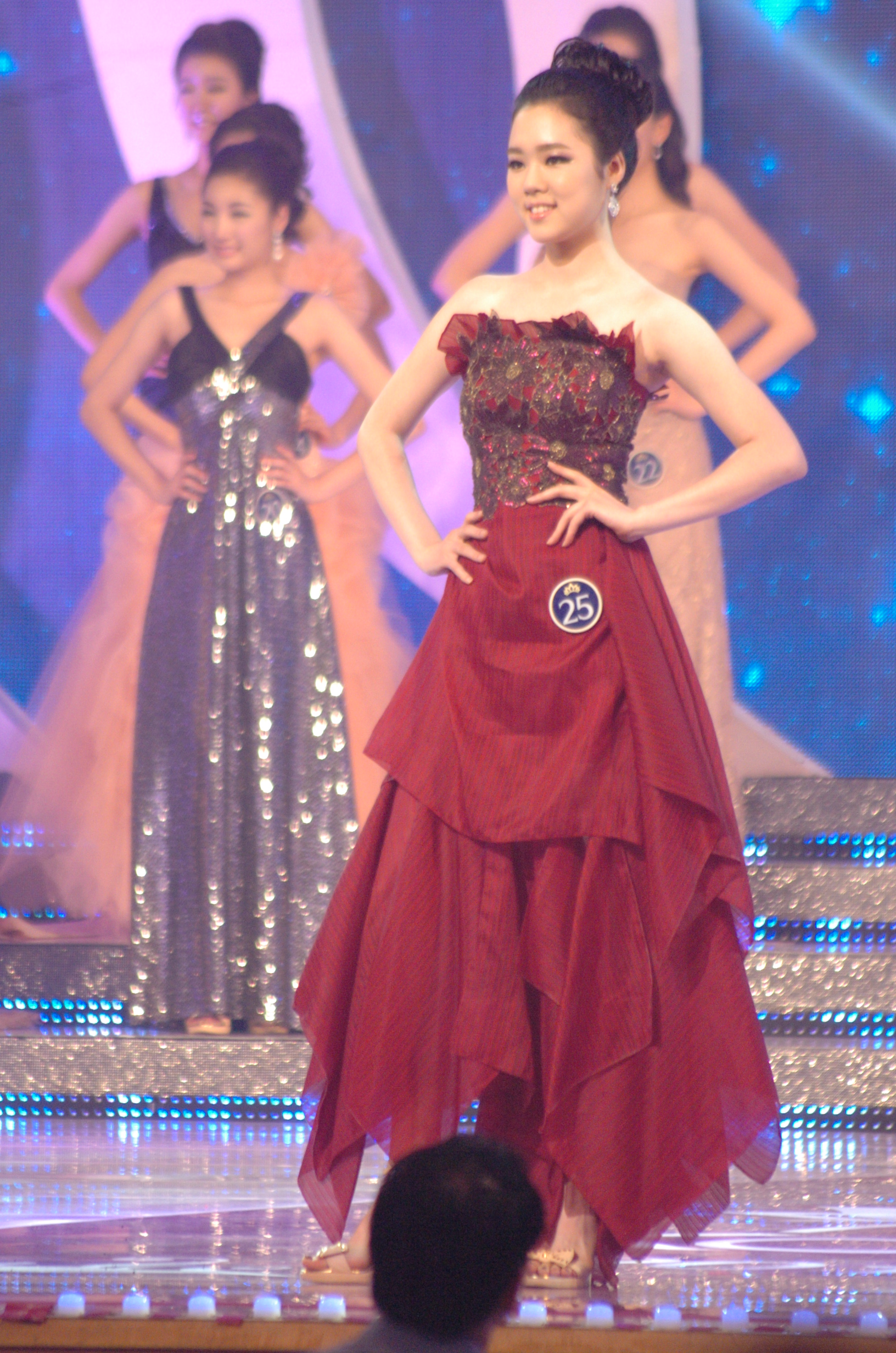
2012년 미스코리아 후보 노윤주, 미스 일본 진
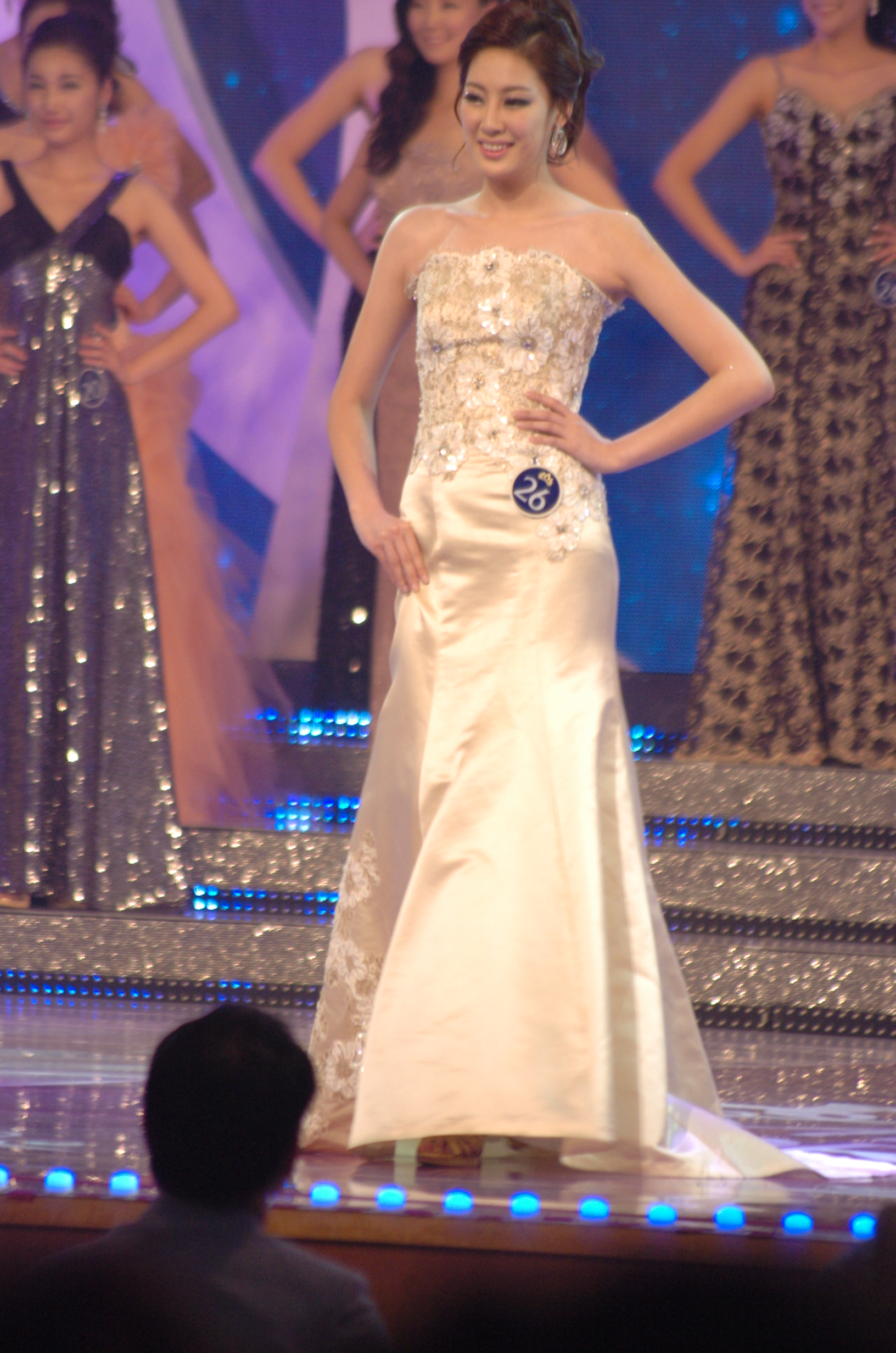
2012년 미스코리아 후보 서아름, 미스 강원 진
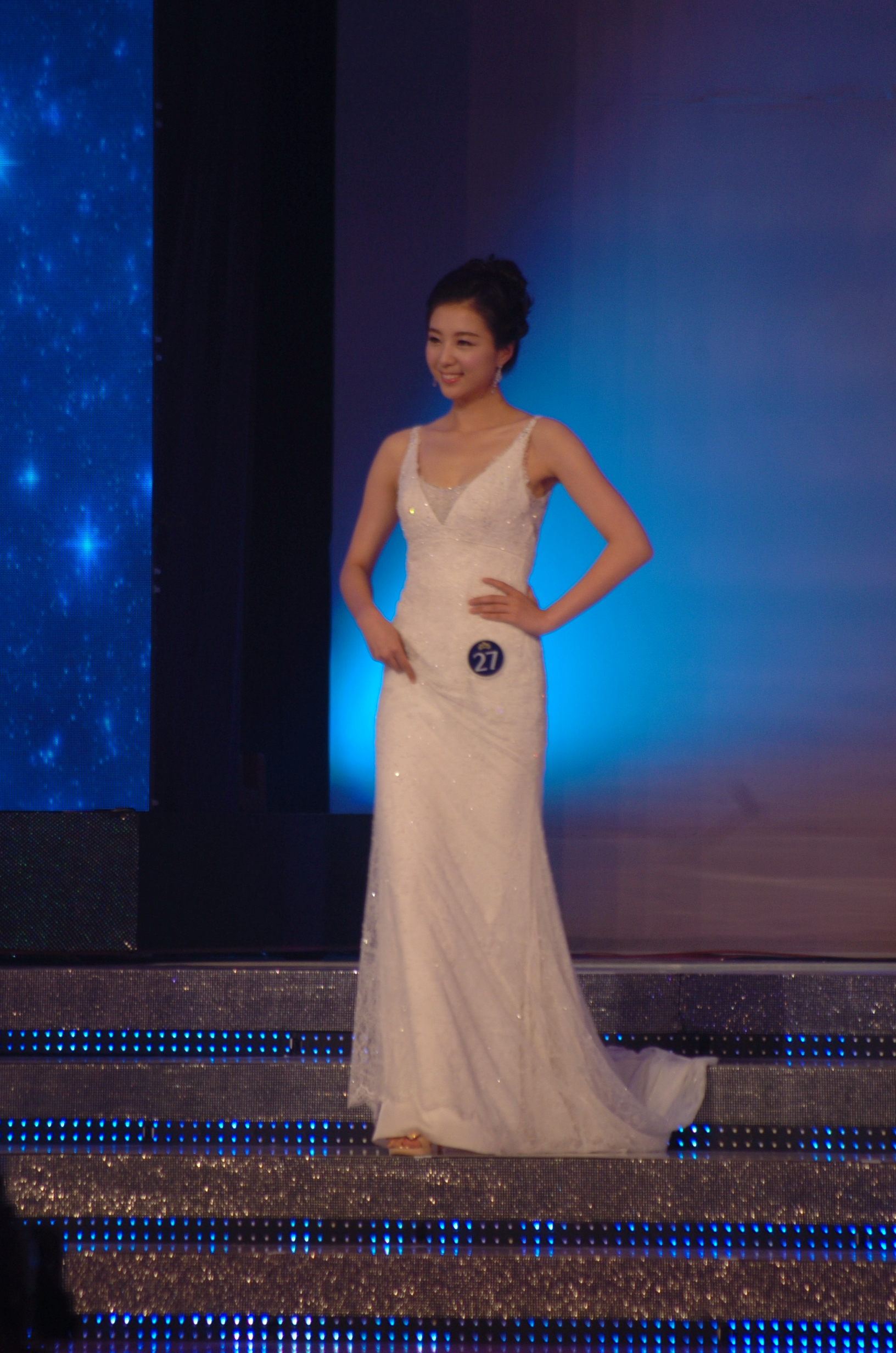
2012년 미스코리아 후보 윤지영, 미스 경북 진
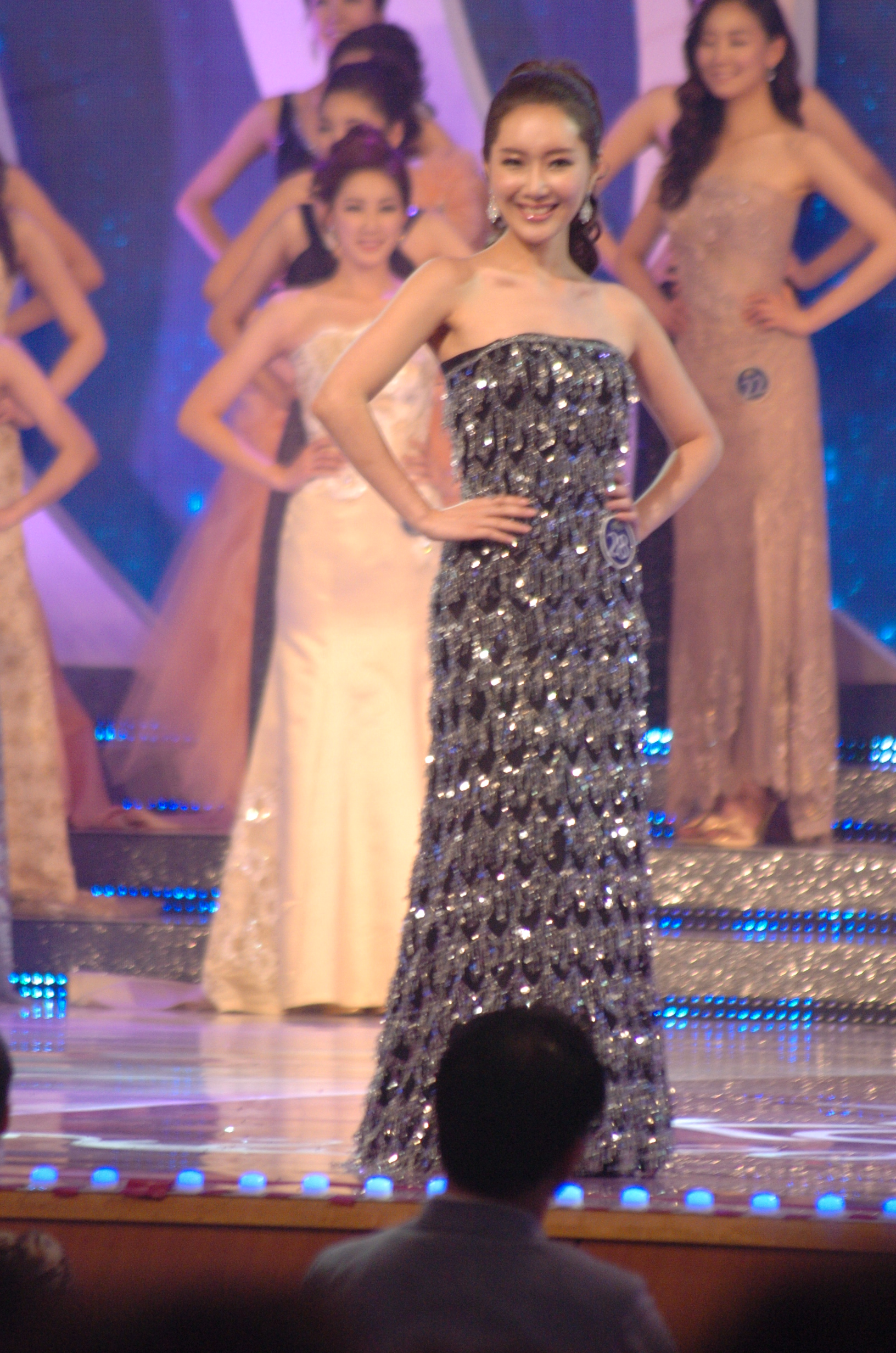
2012년 미스코리아 후보 정예지, 미스 인천 미
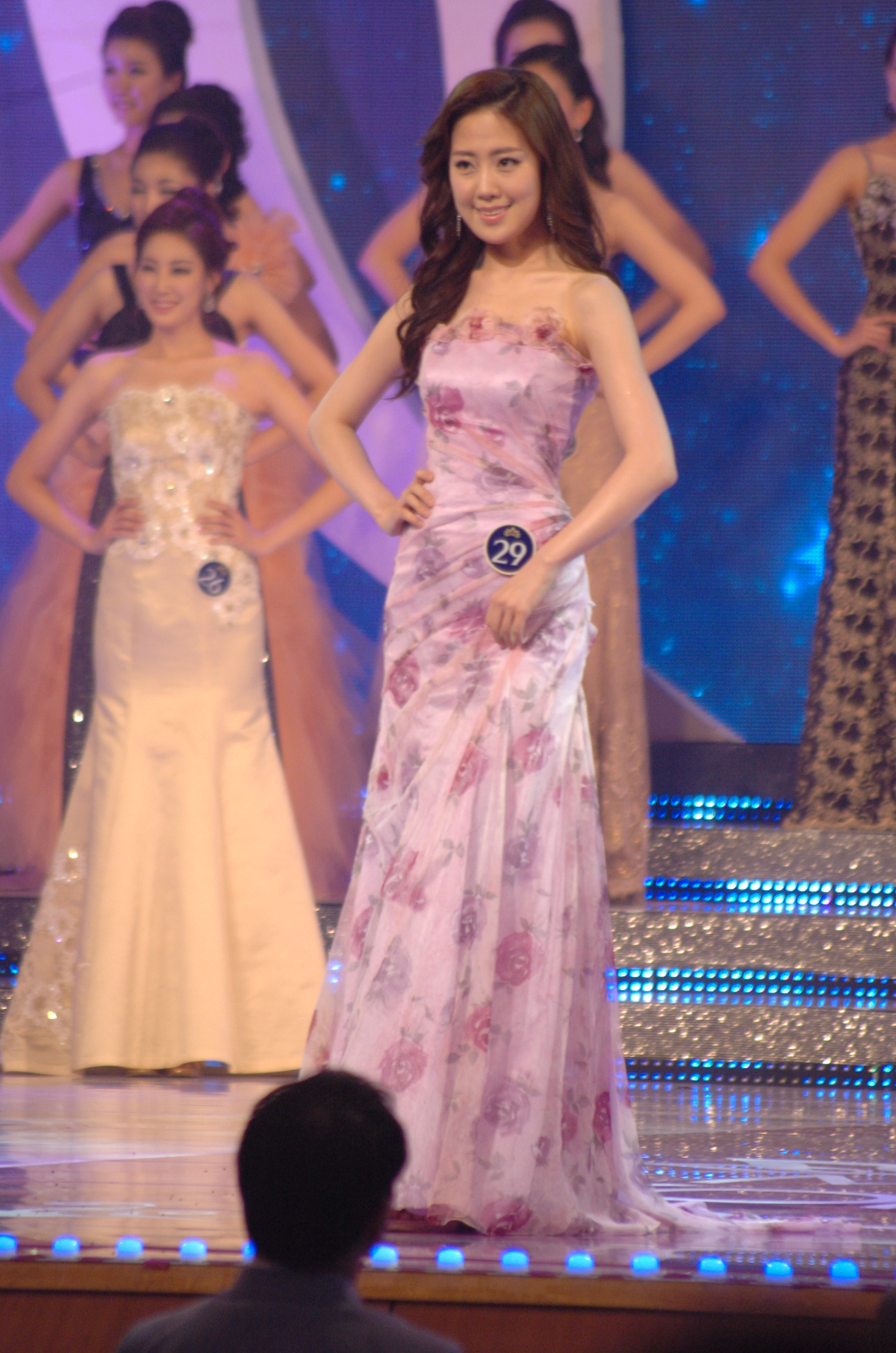
2012년 미스코리아 미 김유진, 미스 서울 미
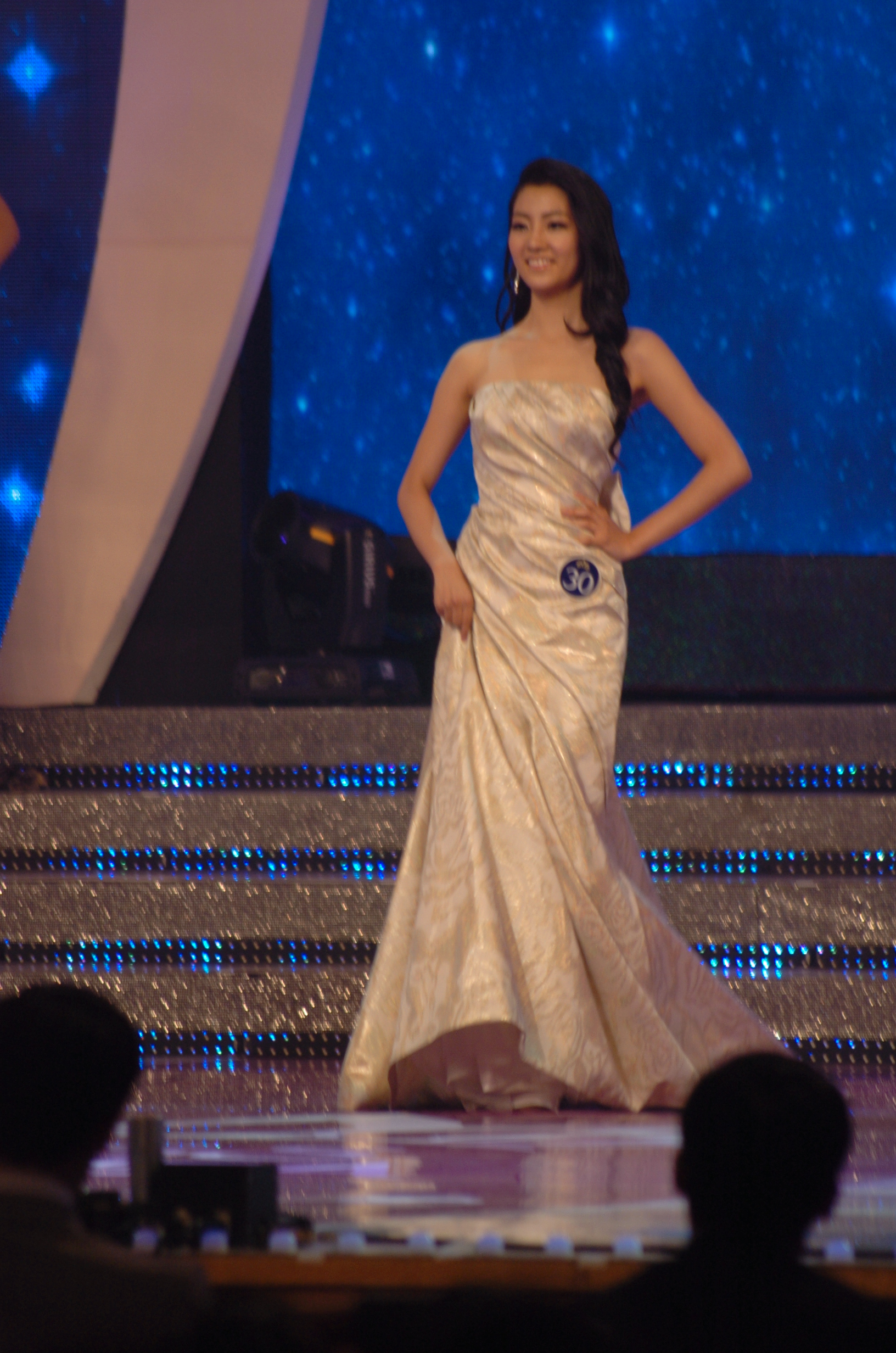
2012년 미스코리아 후보 왕인, 미스 LA 선
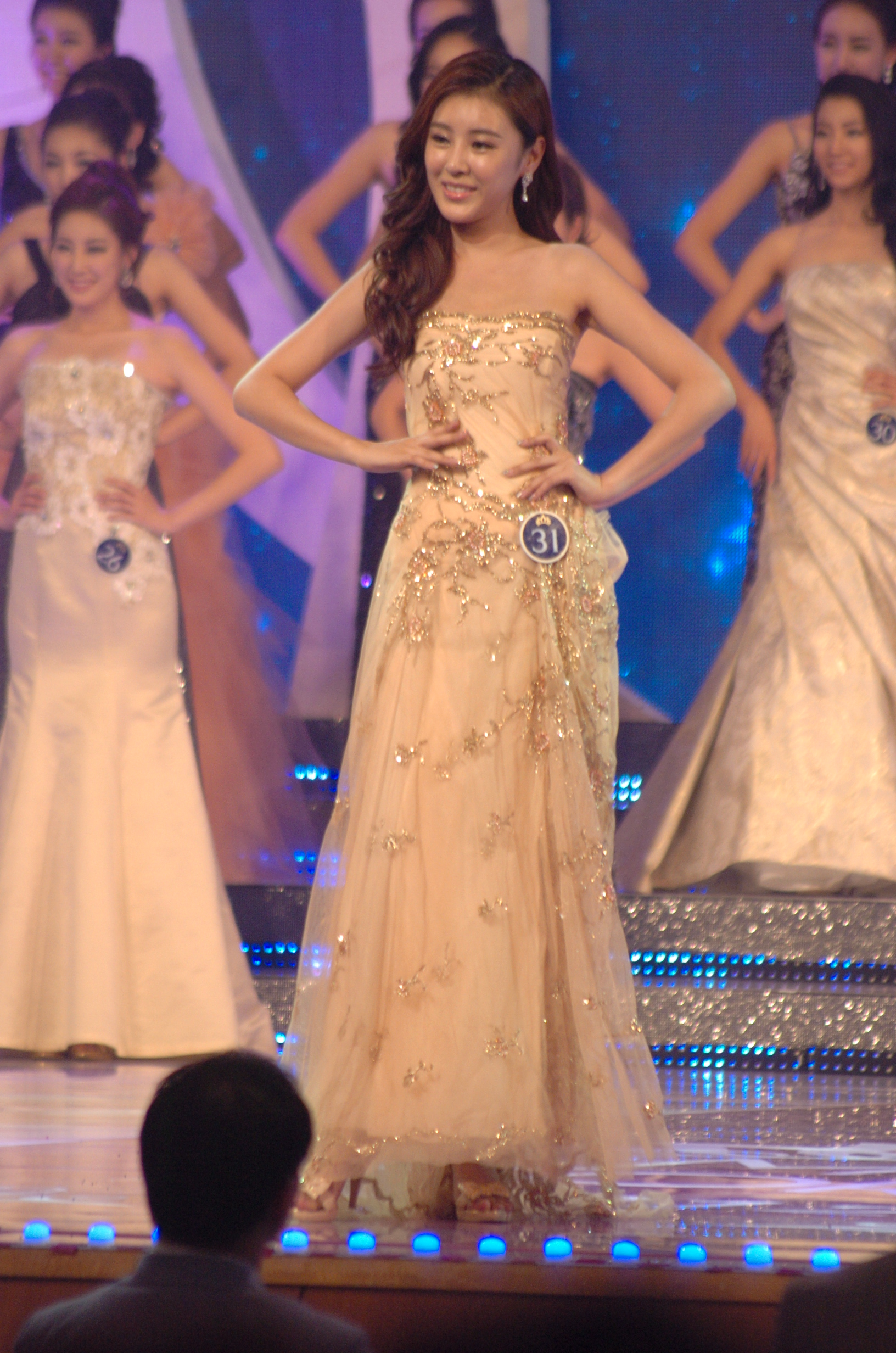
2012년 미스코리아 후보 백범휘, 미스 경남 선
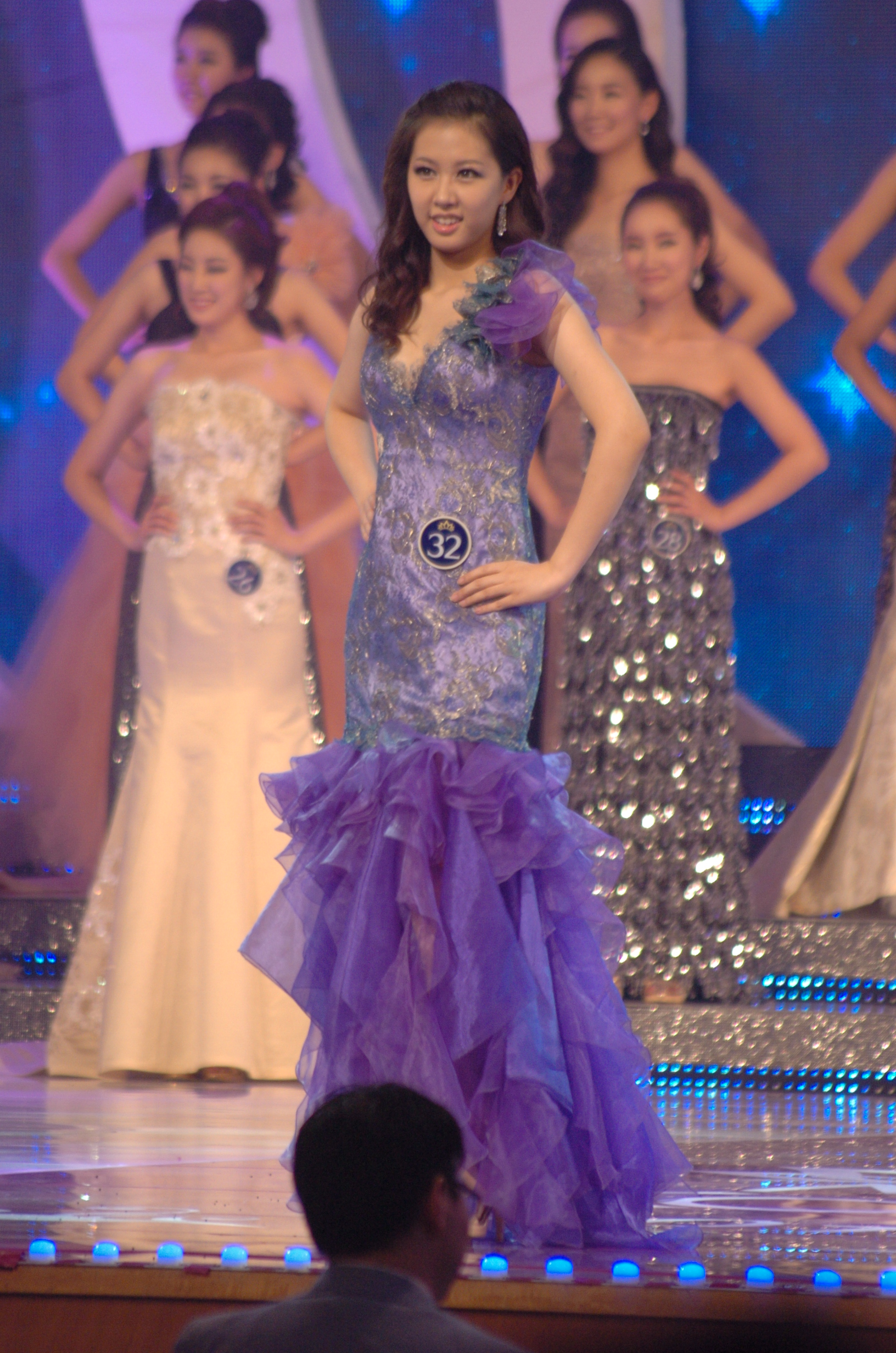
2012년 미스코리아 후보 노가연, 미스 부산 선
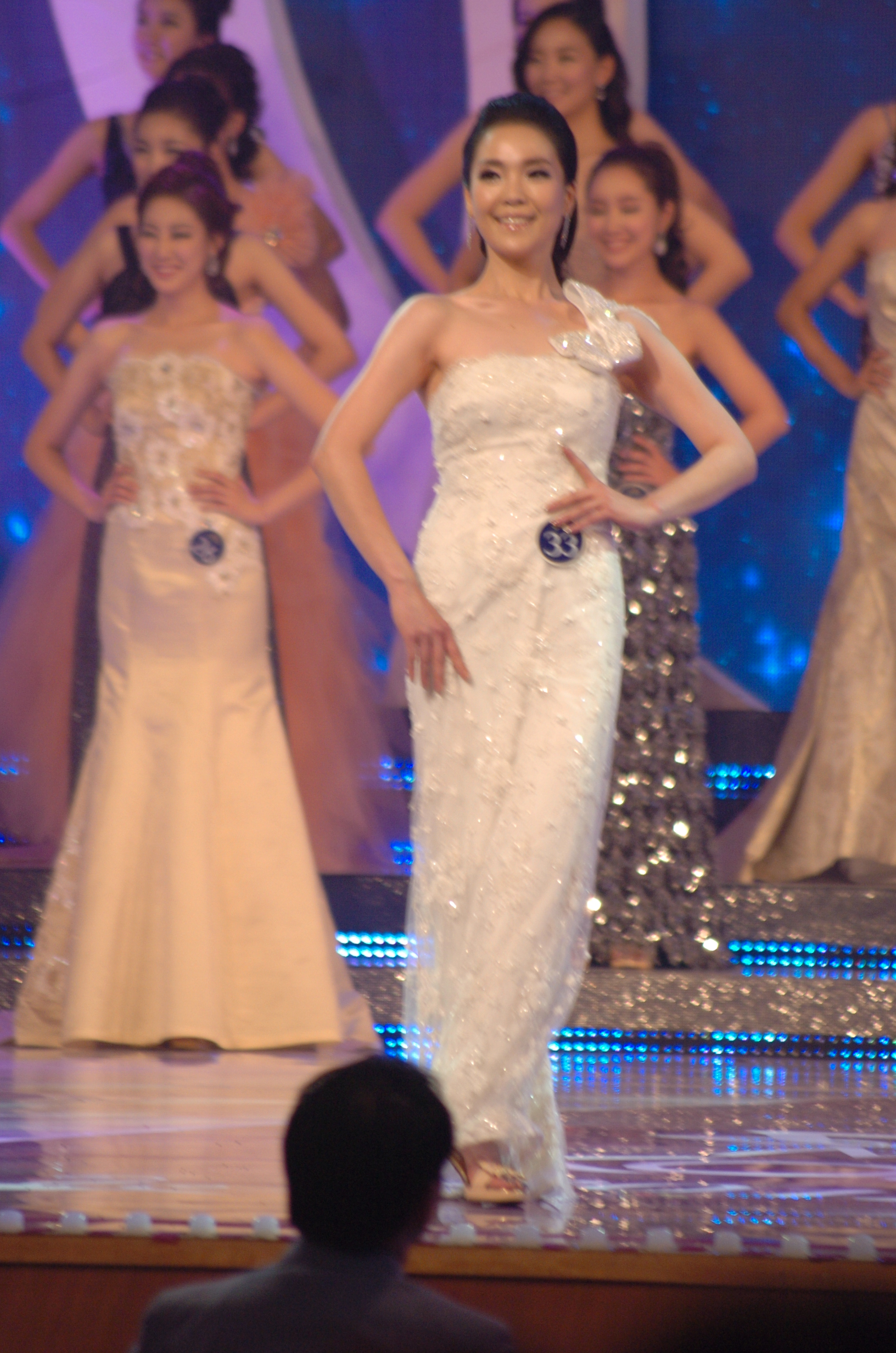
2012년 미스코리아 후보 양윤진, 미스 제주 선
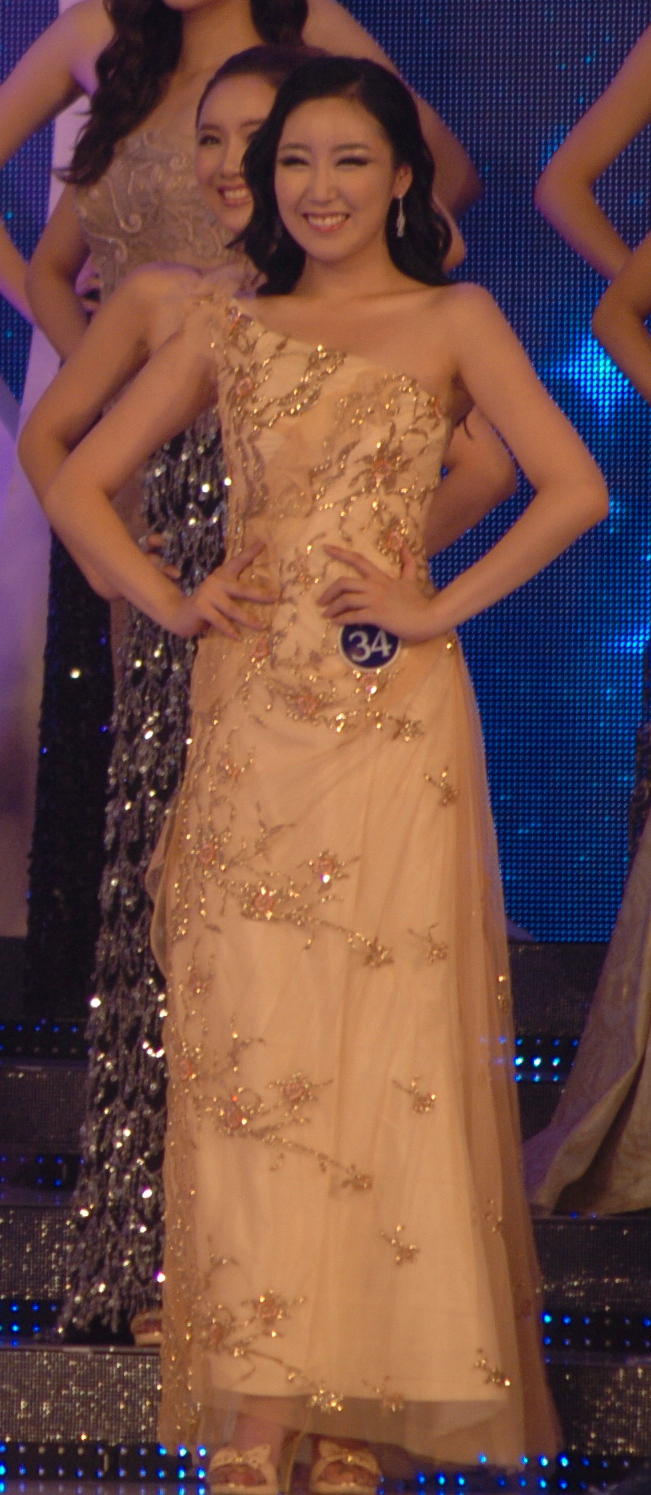
2012년 미스코리아 후보 김은영, 미스 경남 미
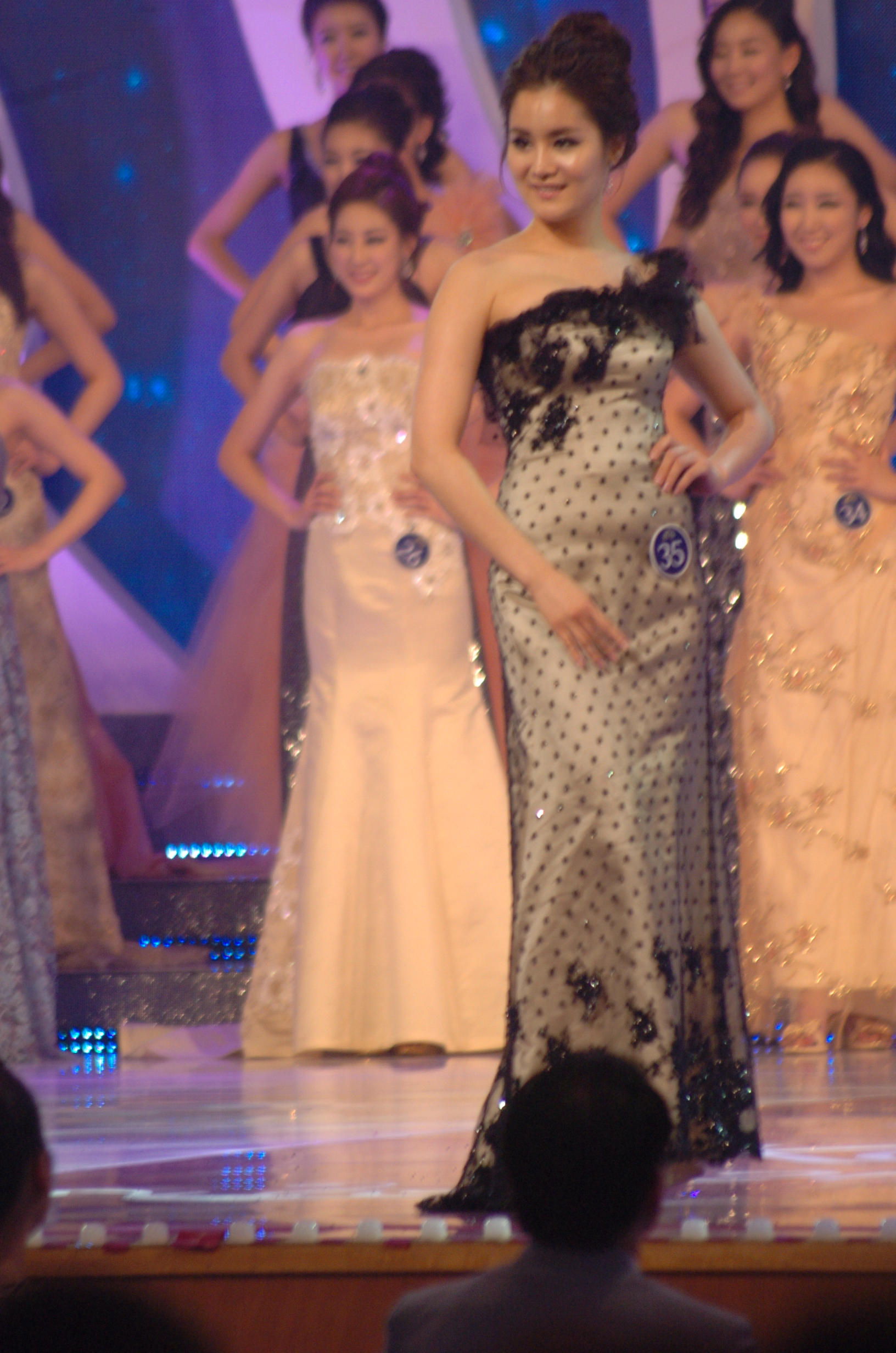
2012년 미스코리아 후보 박나은, 미스 울산 선
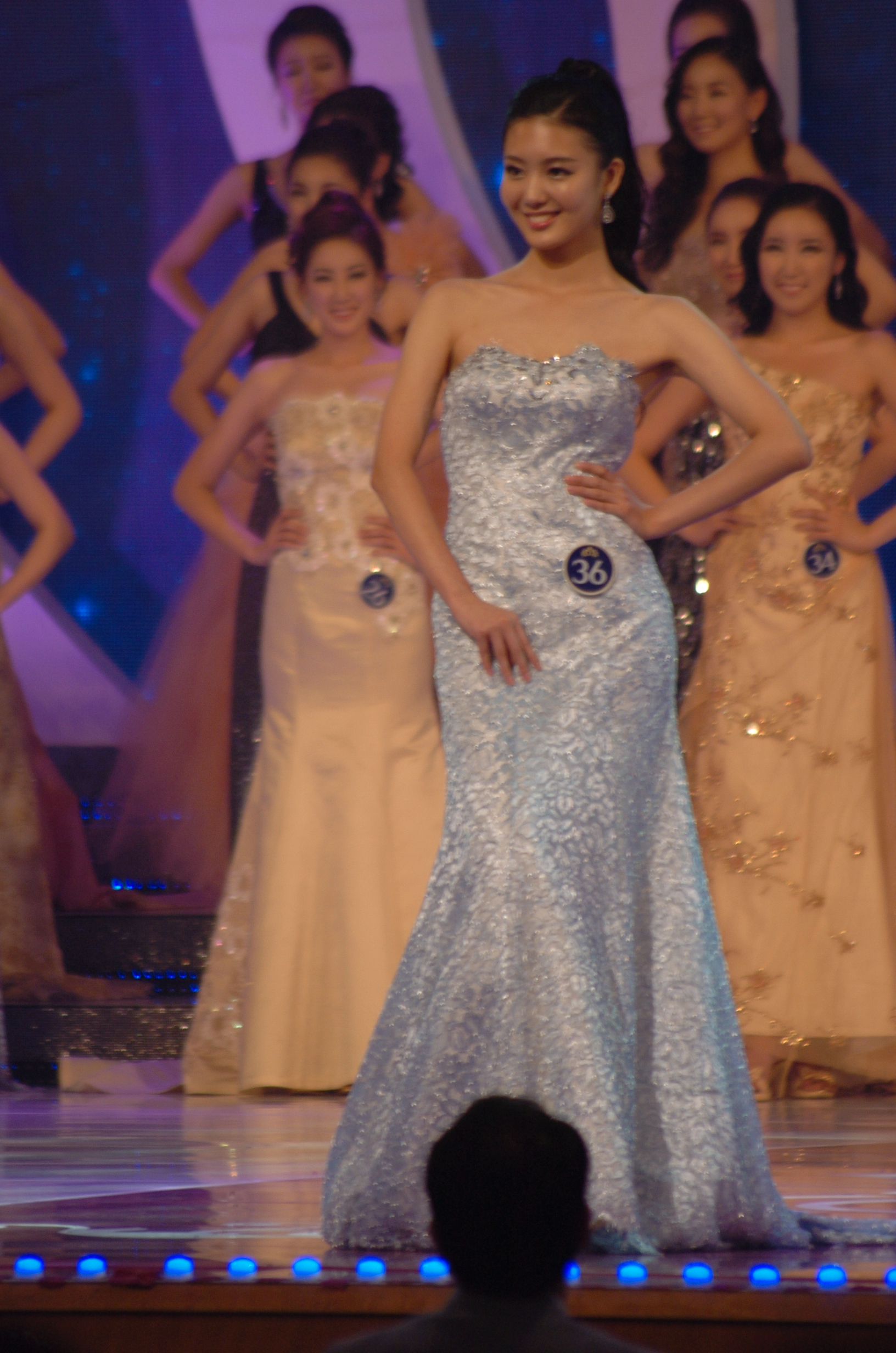
2012년 미스코리아 선 이정빈, 미스 광주-전남 진
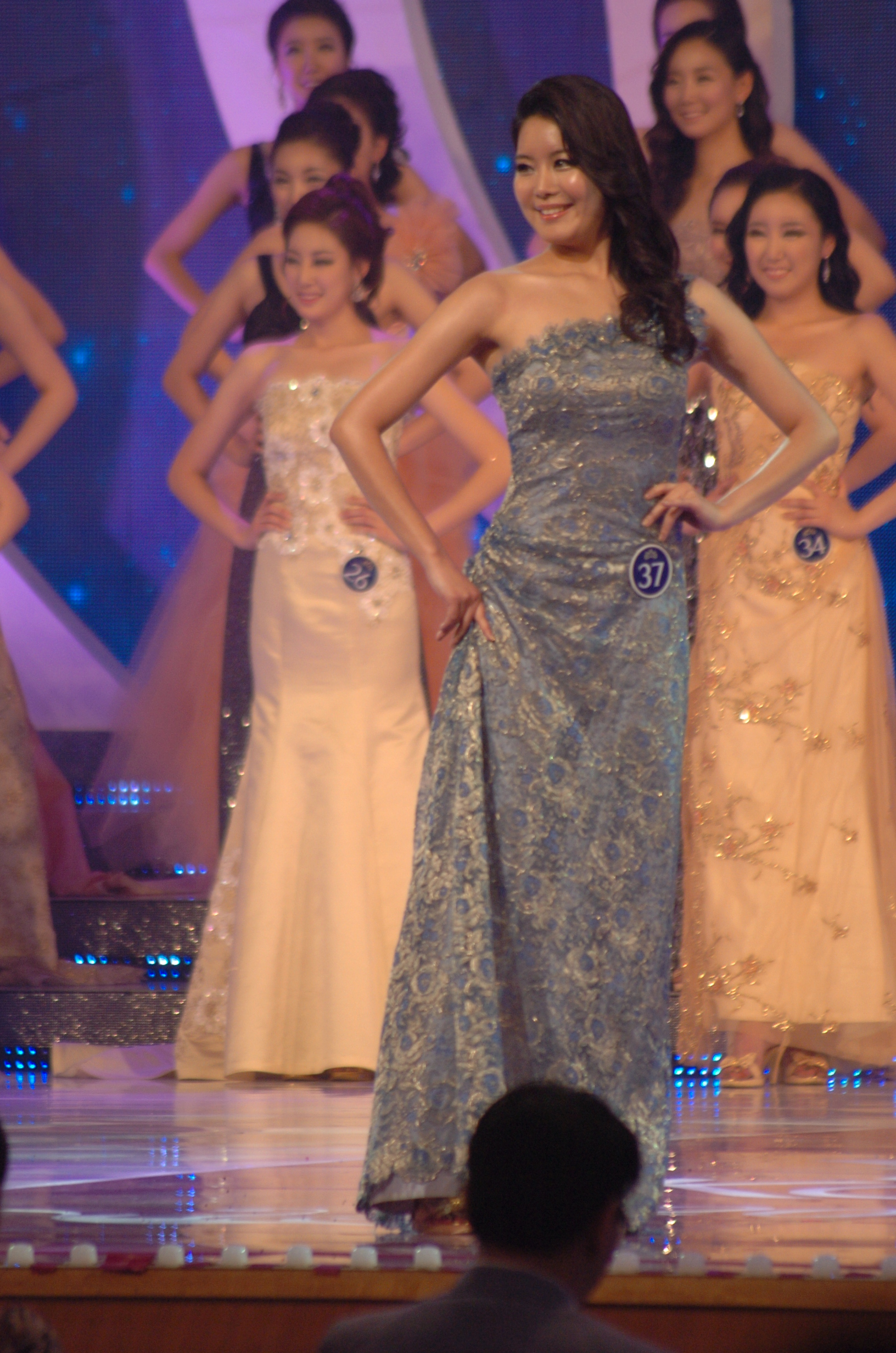
2012년 미스코리아 후보 주수산, 미스 시애틀 진
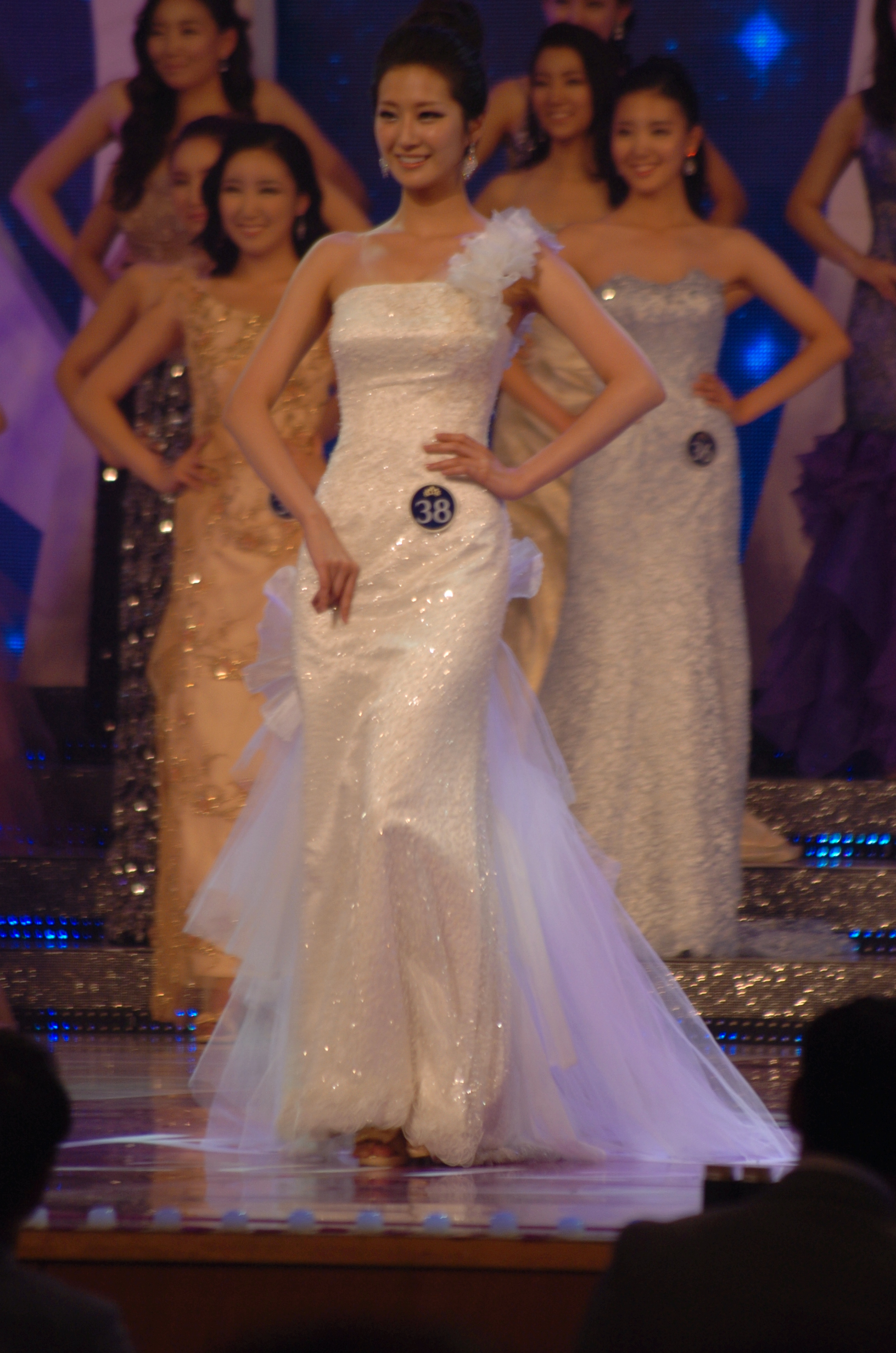
2012년 미스코리아 후보 주유경, 미스 강원 선
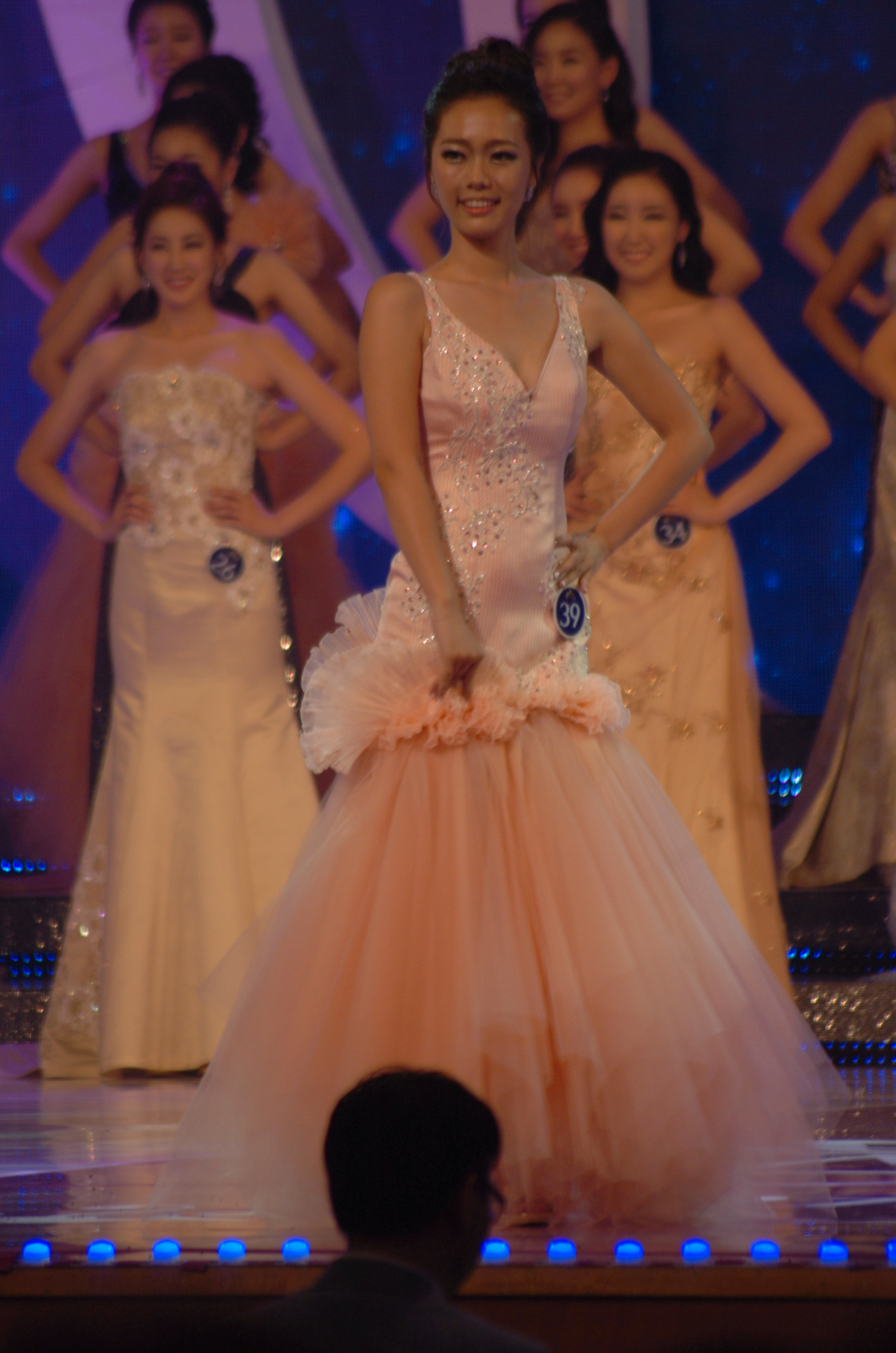
2012년 미스코리아 후보 조서연(조선영), 미스 대구 미
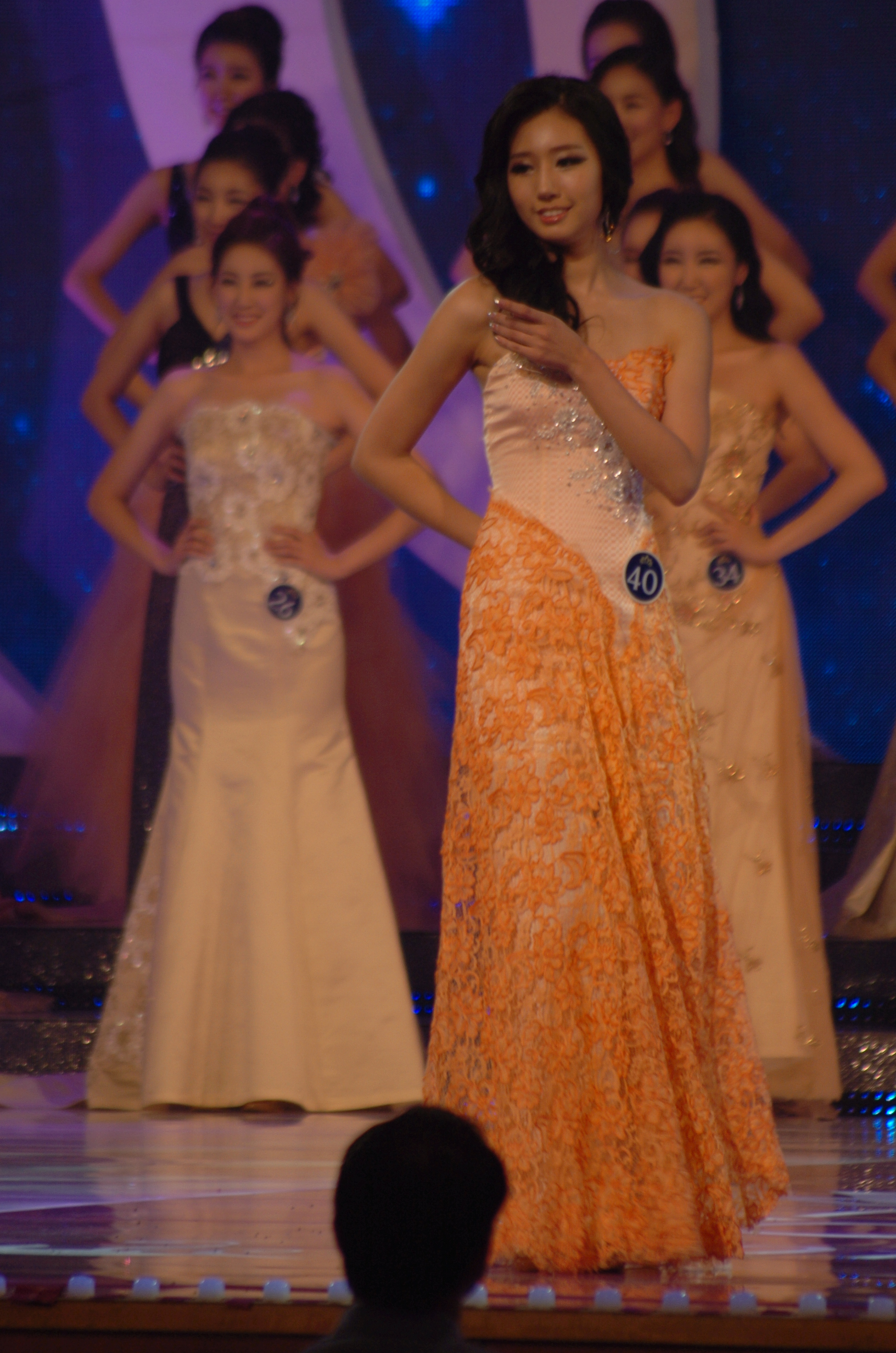
2012년 미스코리아 후보 김수현, 미스 경기 진
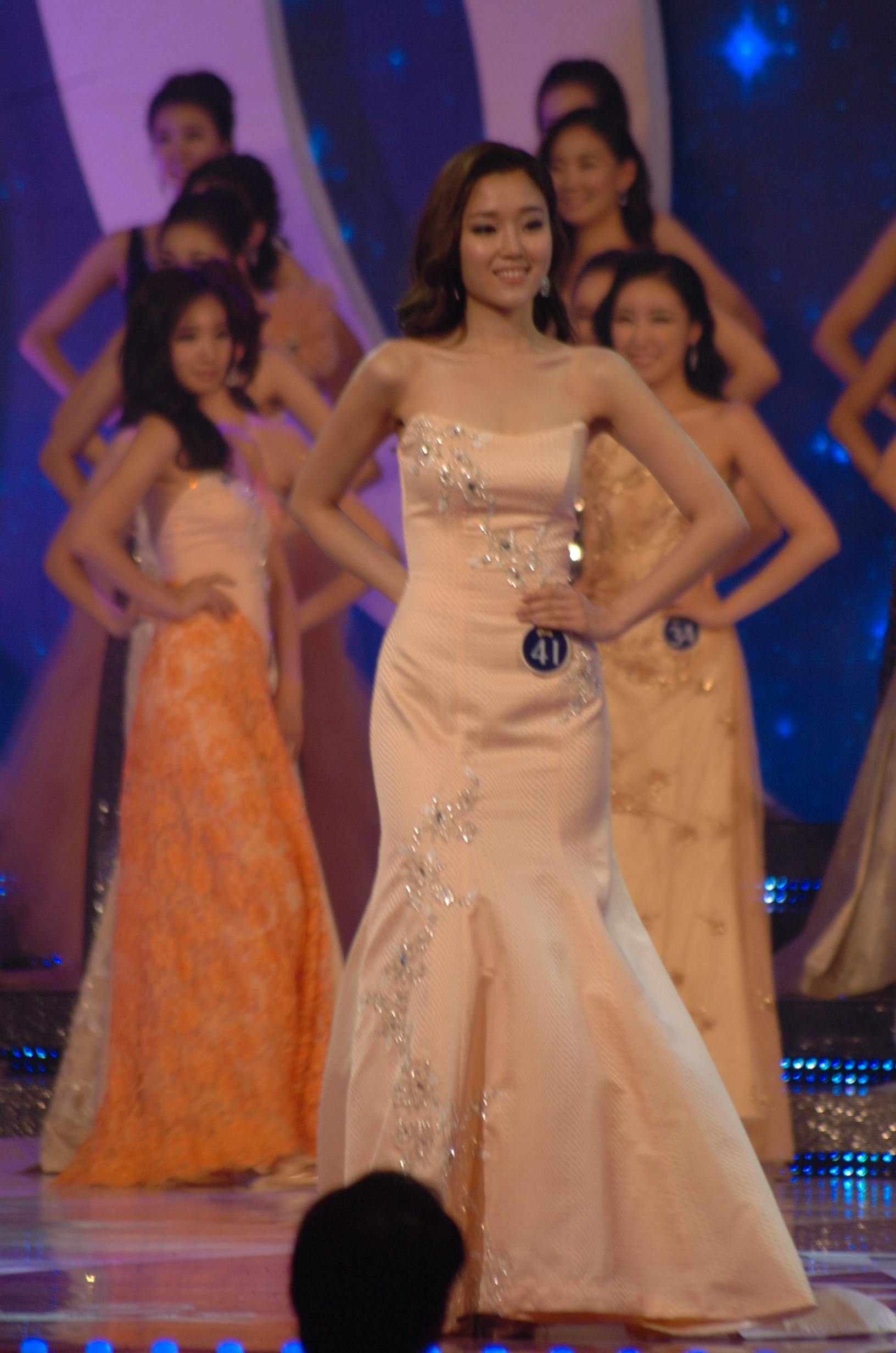
2012년 미스코리아 후보 정수미, 미스 뉴욕 진
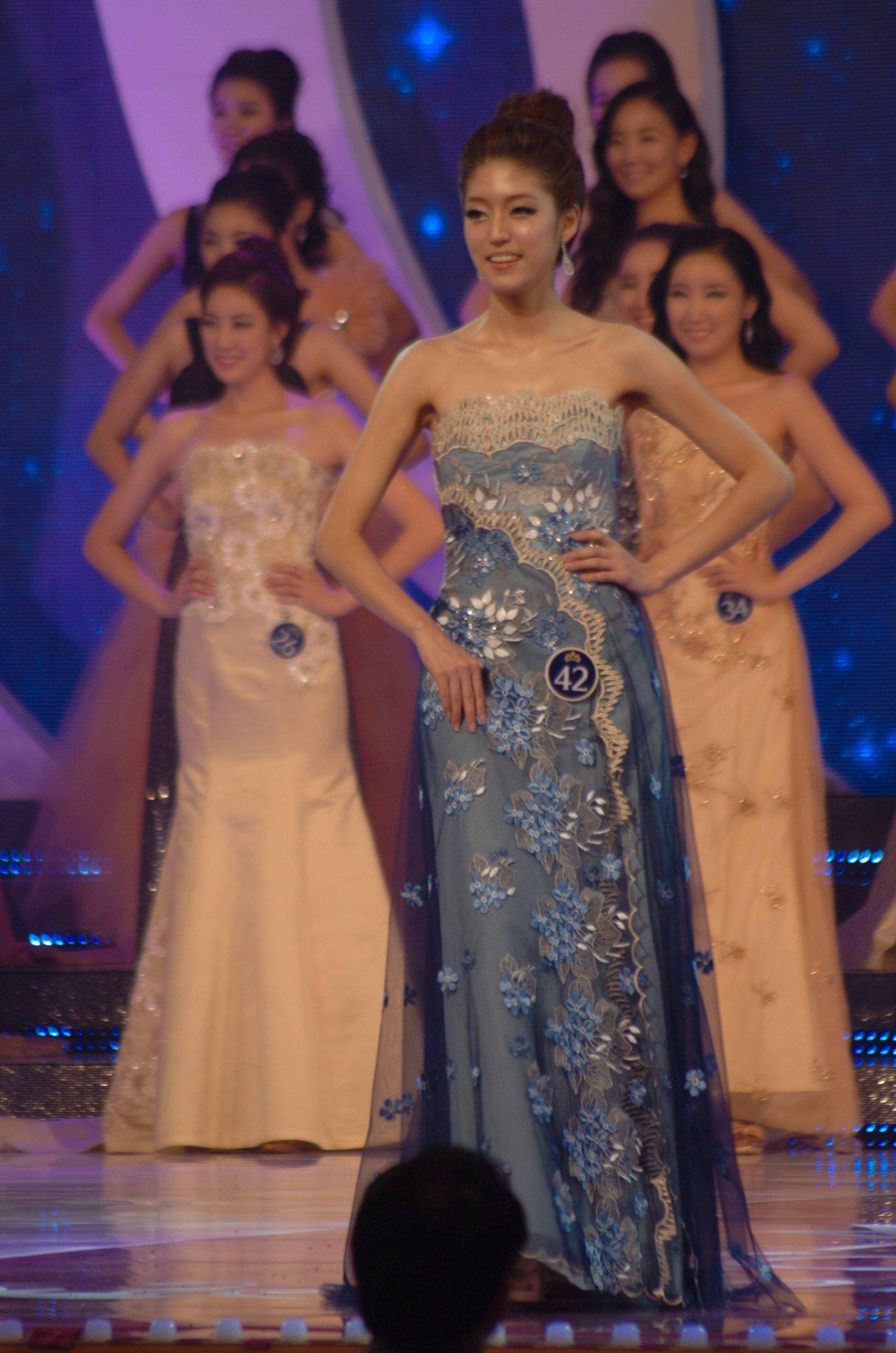
2012년 미스코리아 후보 구민정, 미스 워싱턴 진
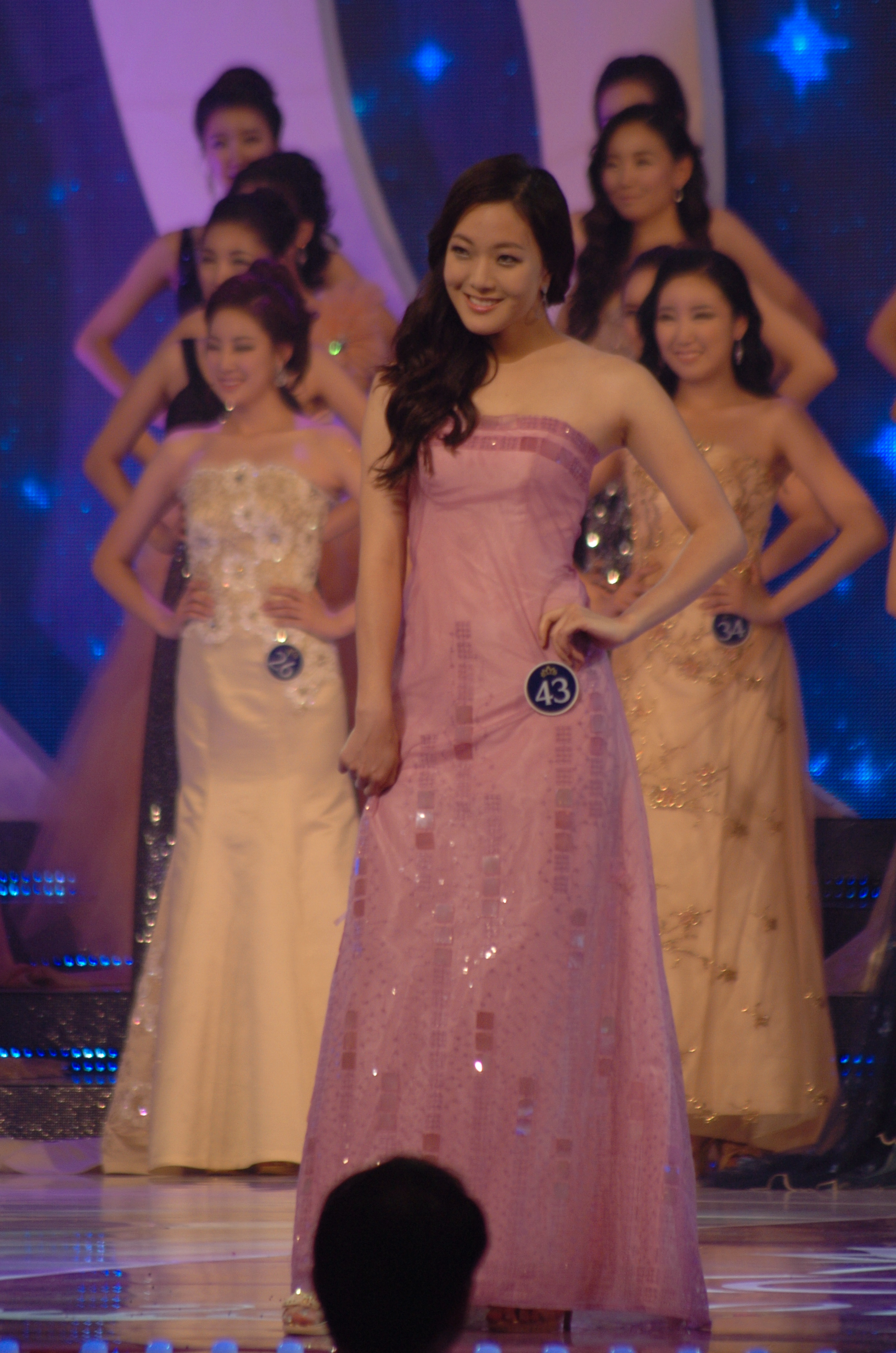
2012년 미스코리아 후보 권유주, 미스 LA 미
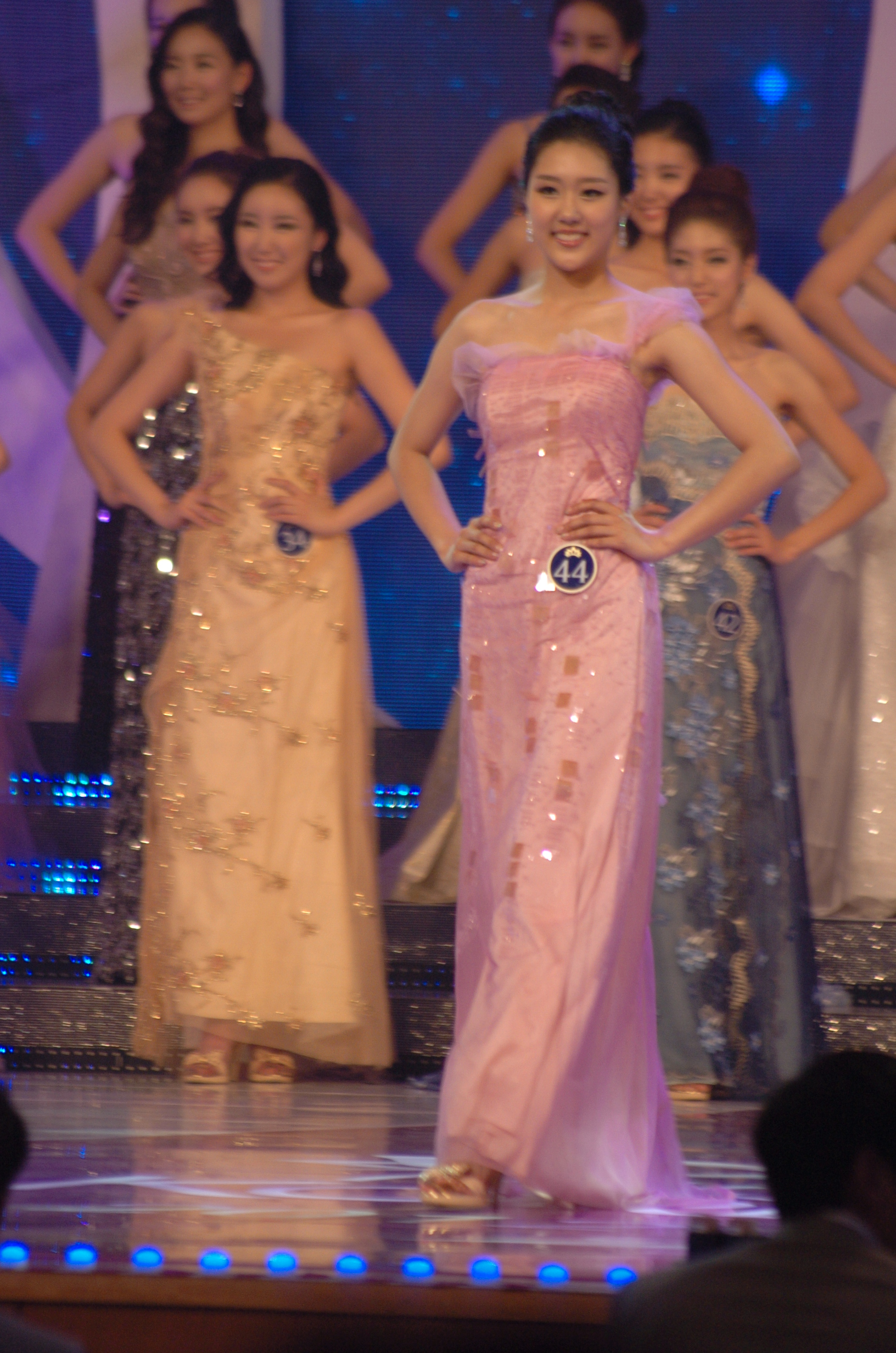
2012년 미스코리아 후보 한희원, 미스 제주 진
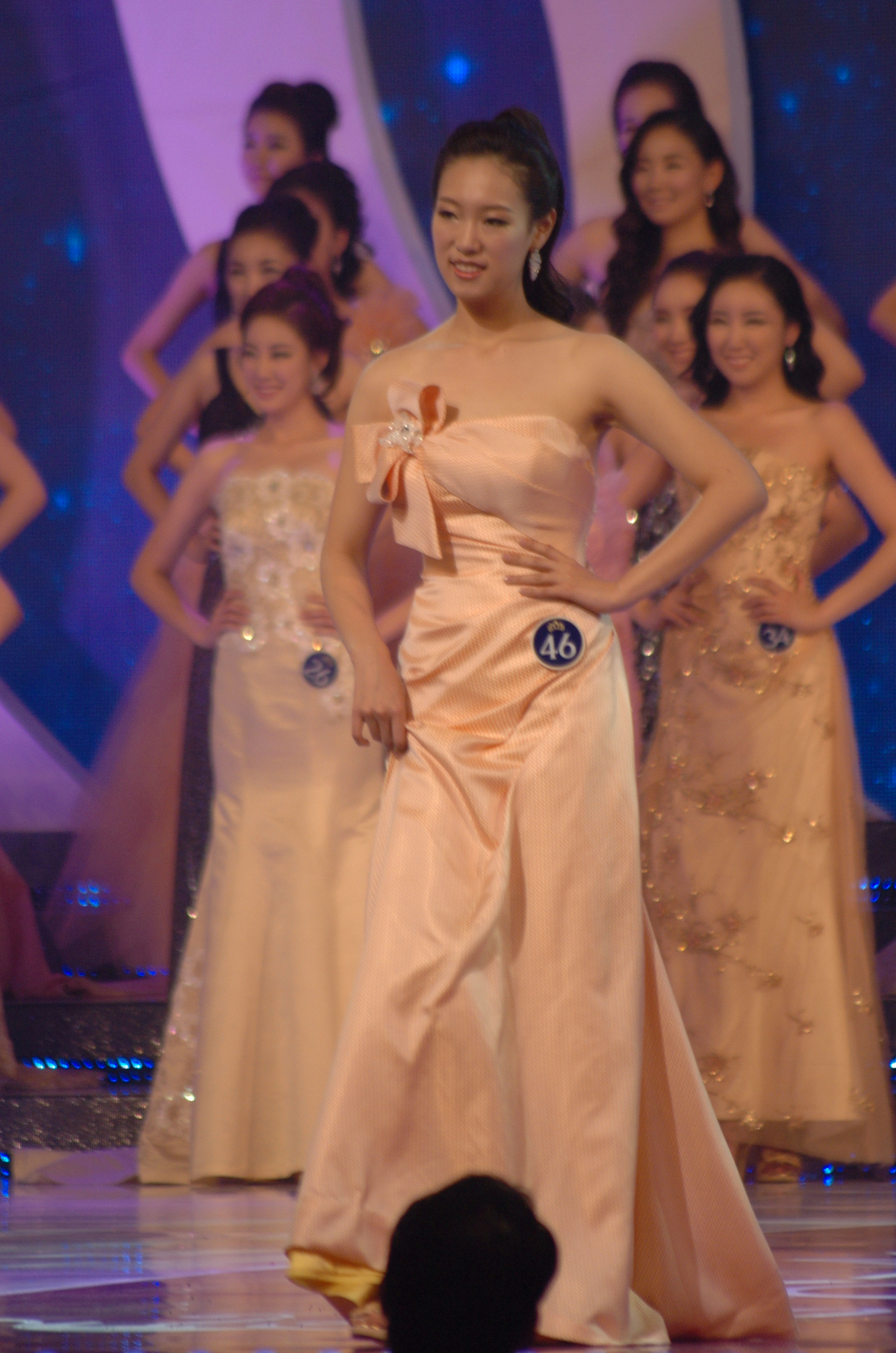
2012년 미스코리아 후보 이초해, 미스 광주-전남 미
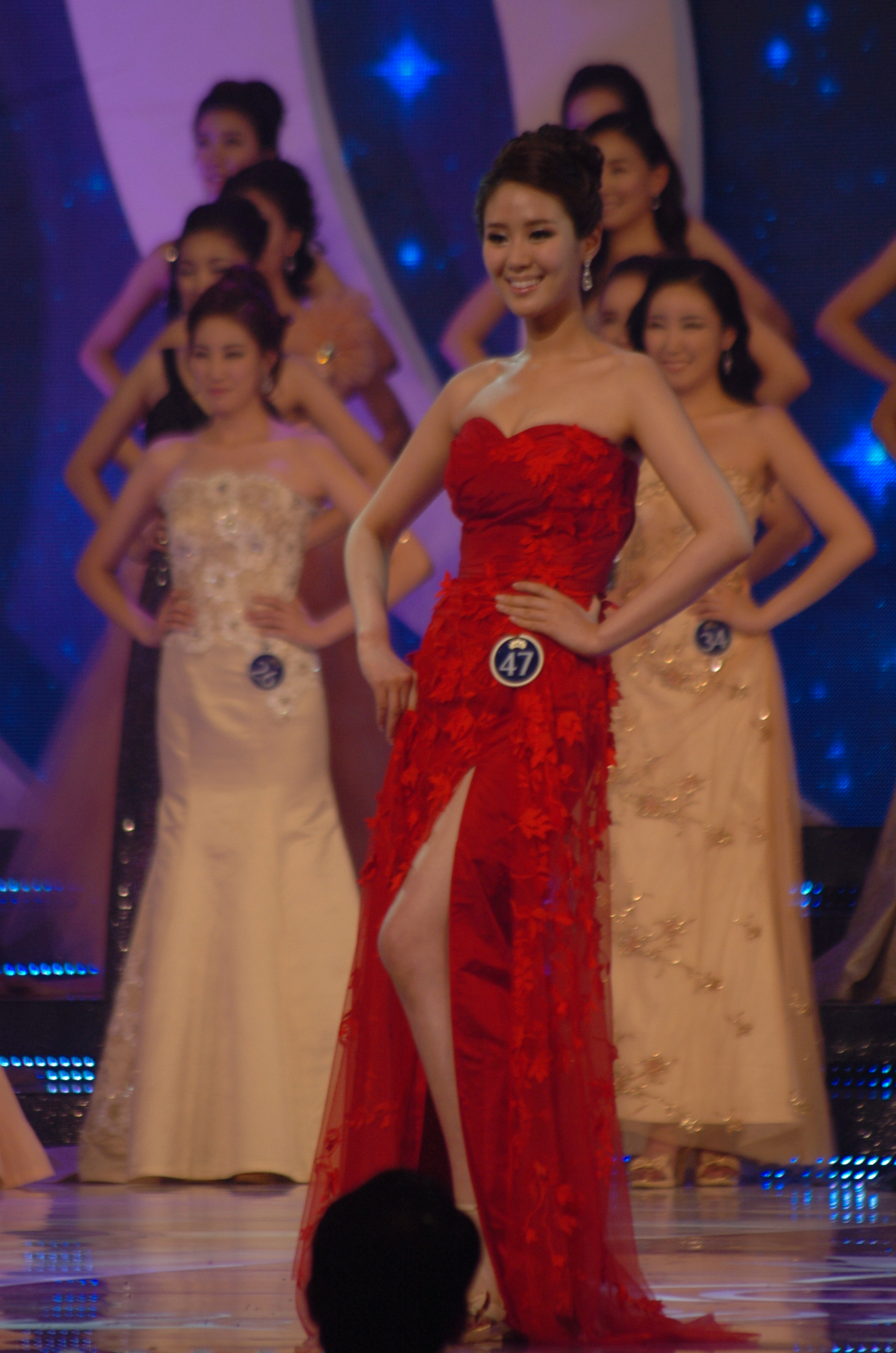
2012년 미스코리아 미 김나연, 미스 대구 진
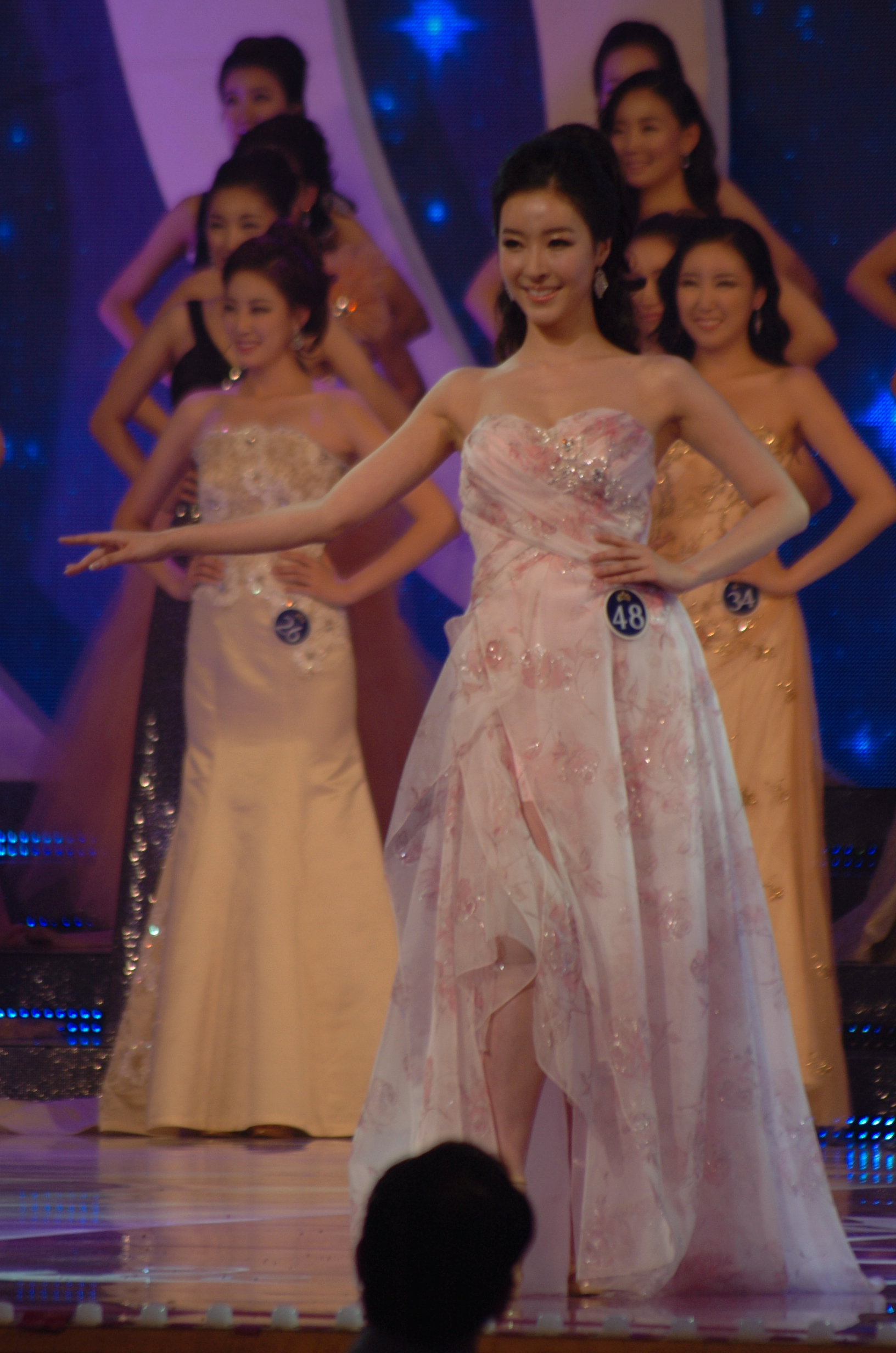
2012년 미스코리아 후보 전유진, 미스 울산 진
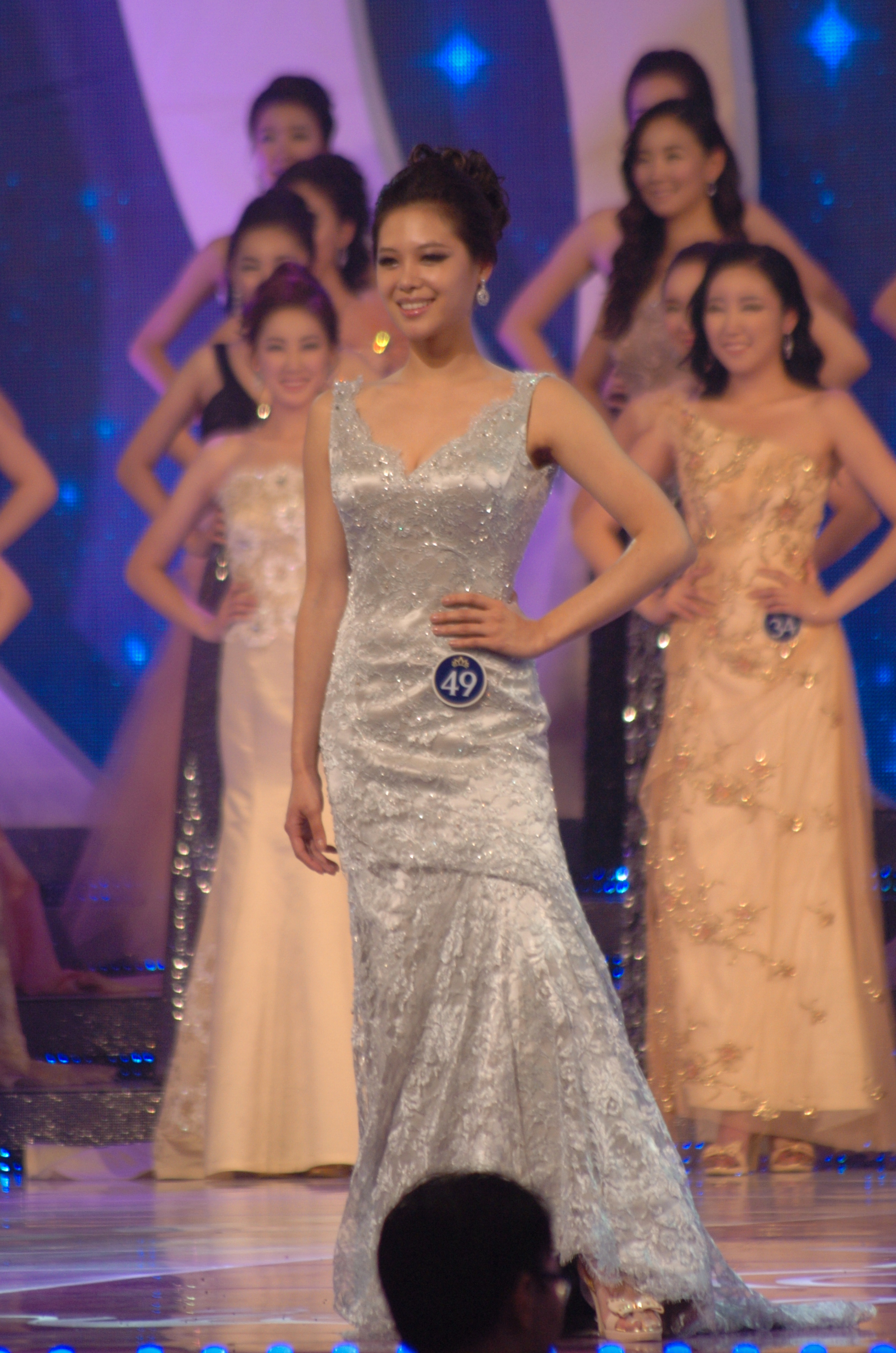
2012년 미스코리아 후보 조혜인, 미스 대양주 진
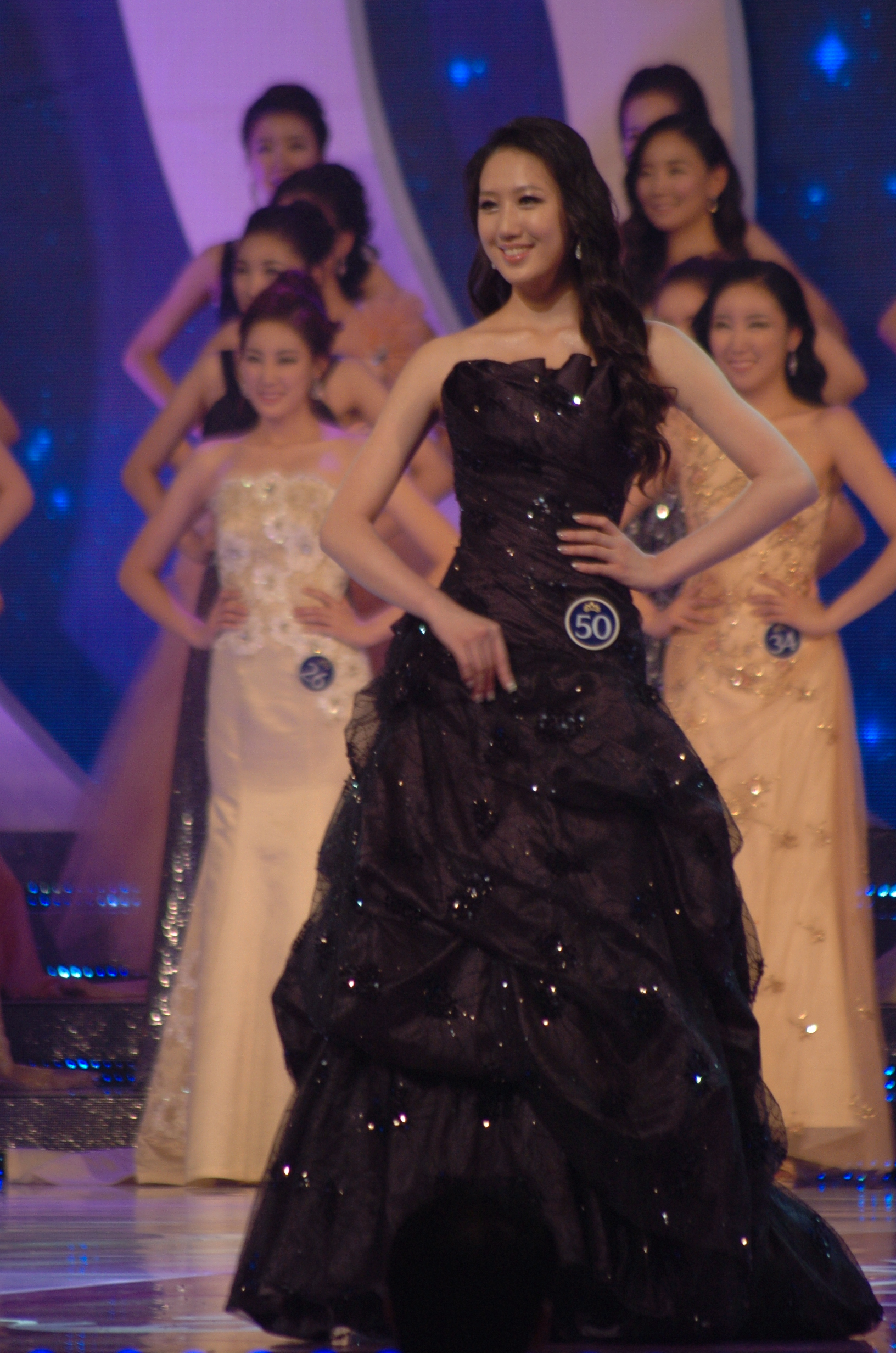
2012년 미스코리아 미 김태현, 미스 경북 선
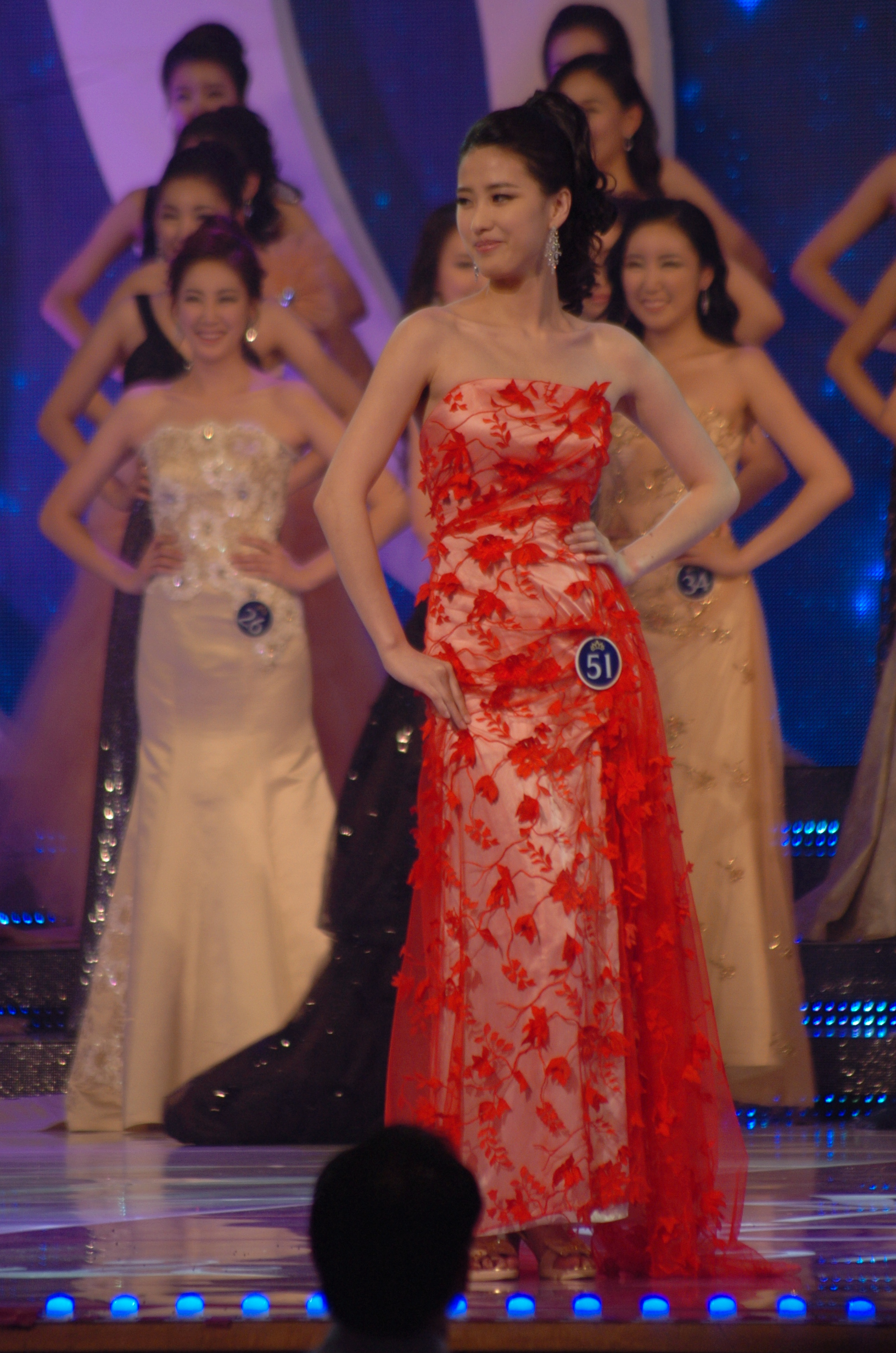
2012년 미스코리아 후보 장윤지, 미스 강원 미
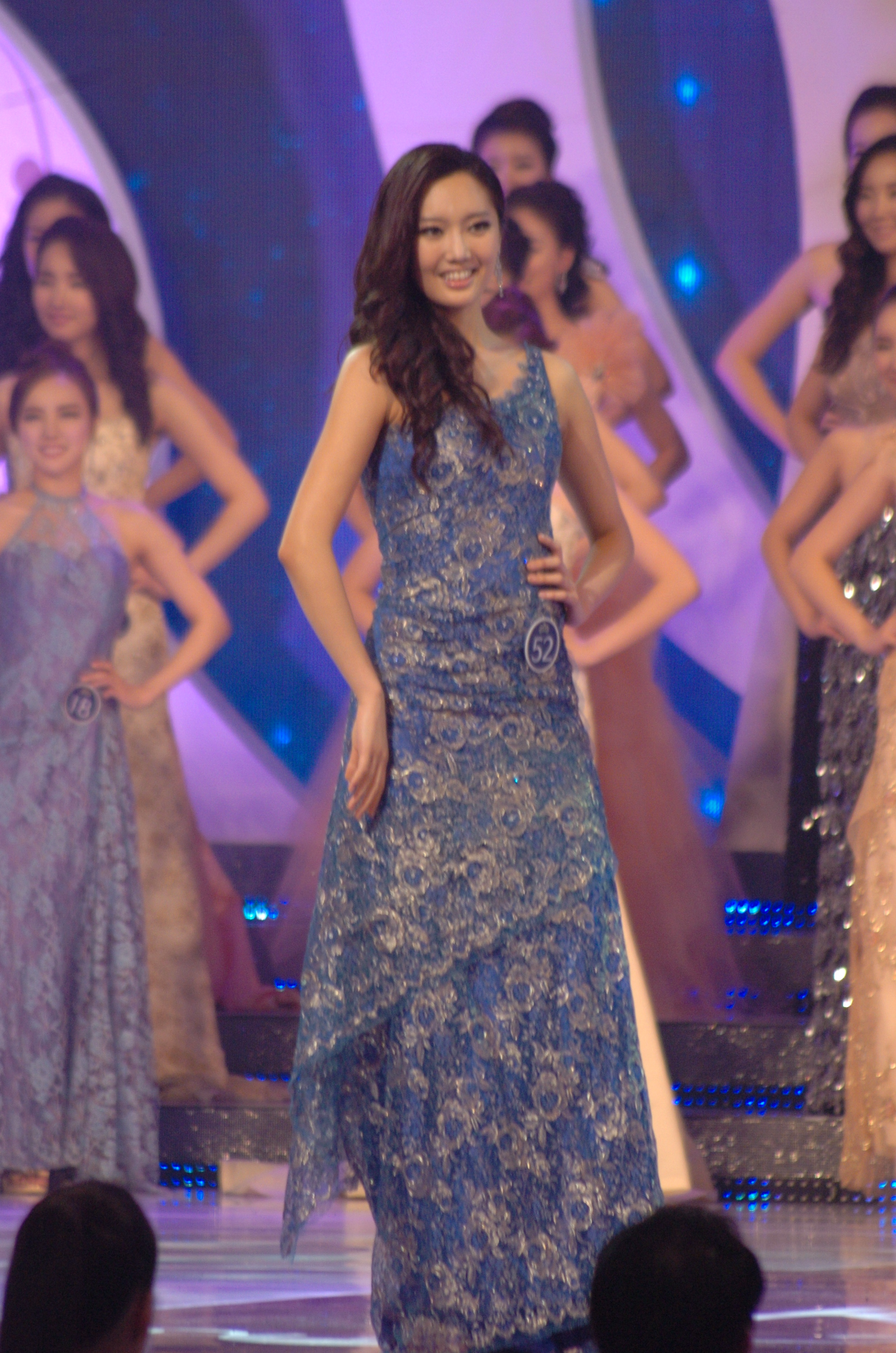
2012년 미스코리아 선 김사라, 미스 서울 선
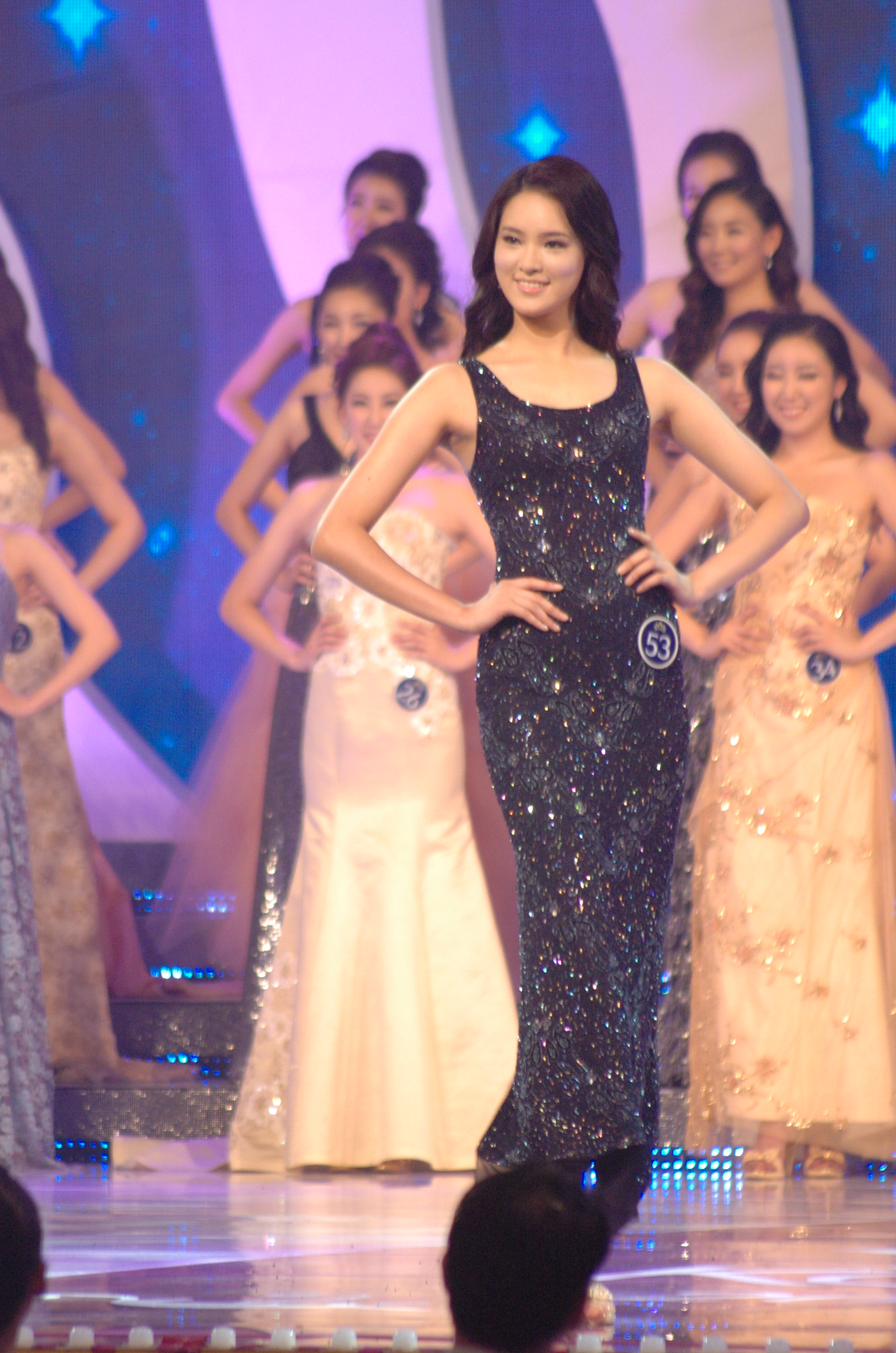
2012년 미스코리아 미 김영주, 미스 인천 진
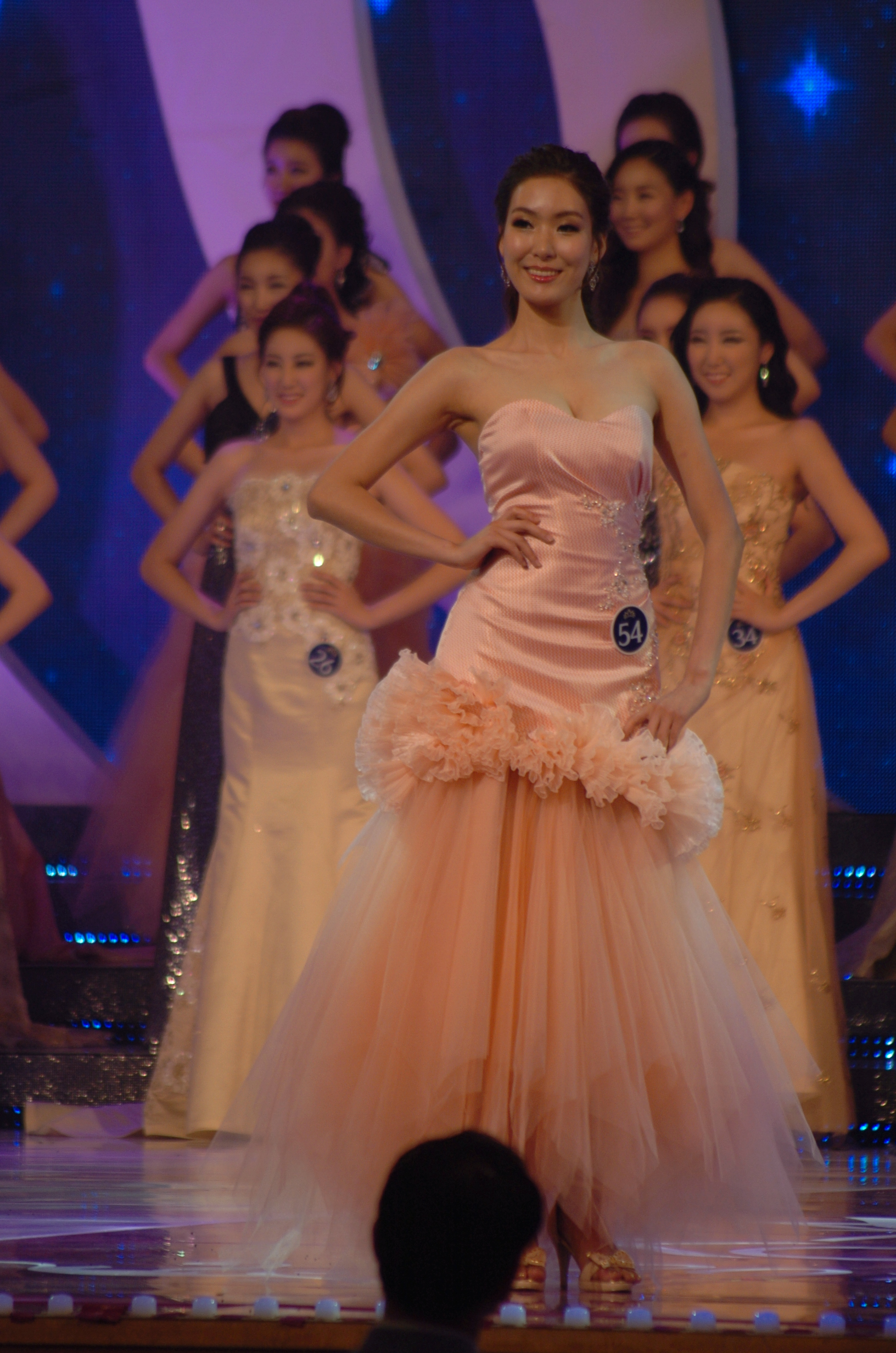
2012년 미스코리아 후보 김혜빈, 미스 대전-충남 선
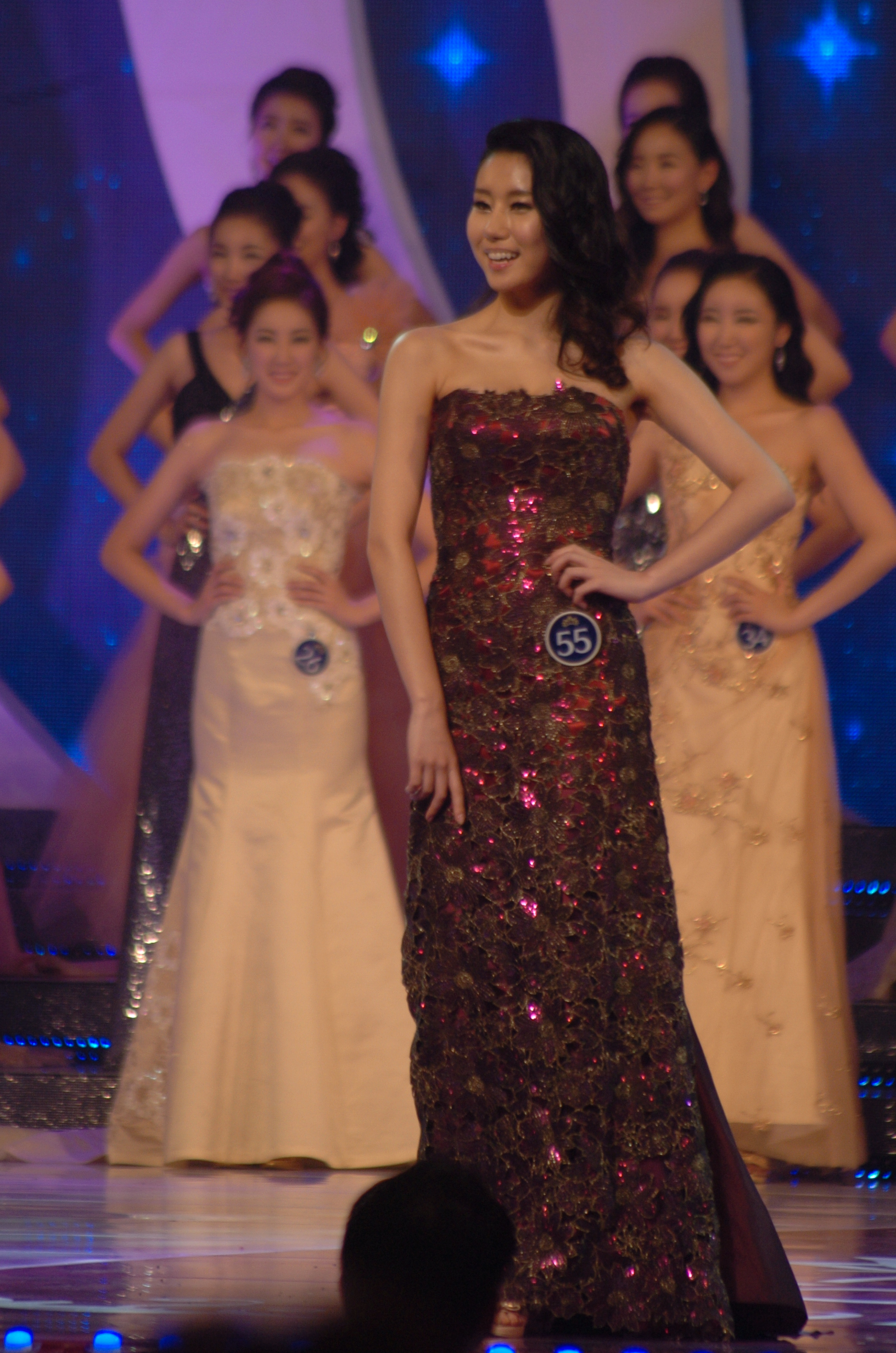
2012년 미스코리아 후보 임지혜, 미스 충북 선